# Ẩm thực Bỉ

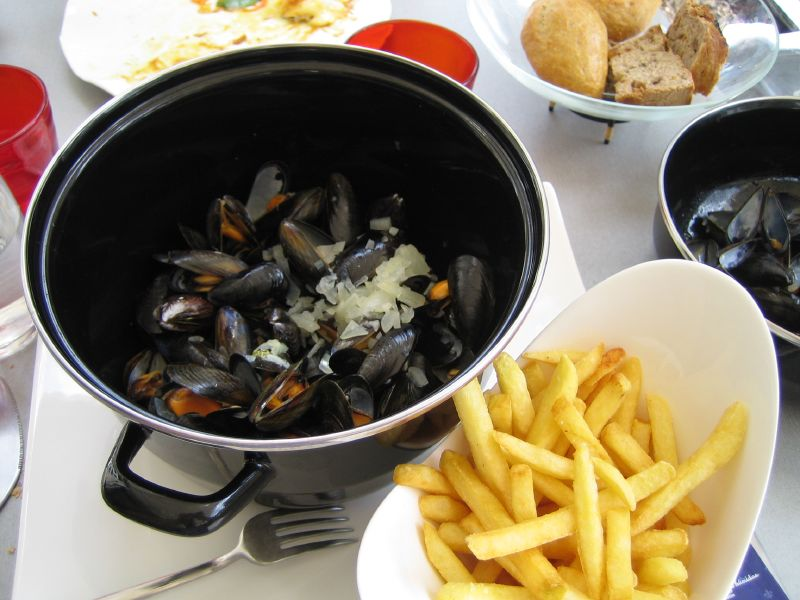
Moules-frites, một trong các món ăn quốc gia của Bỉ

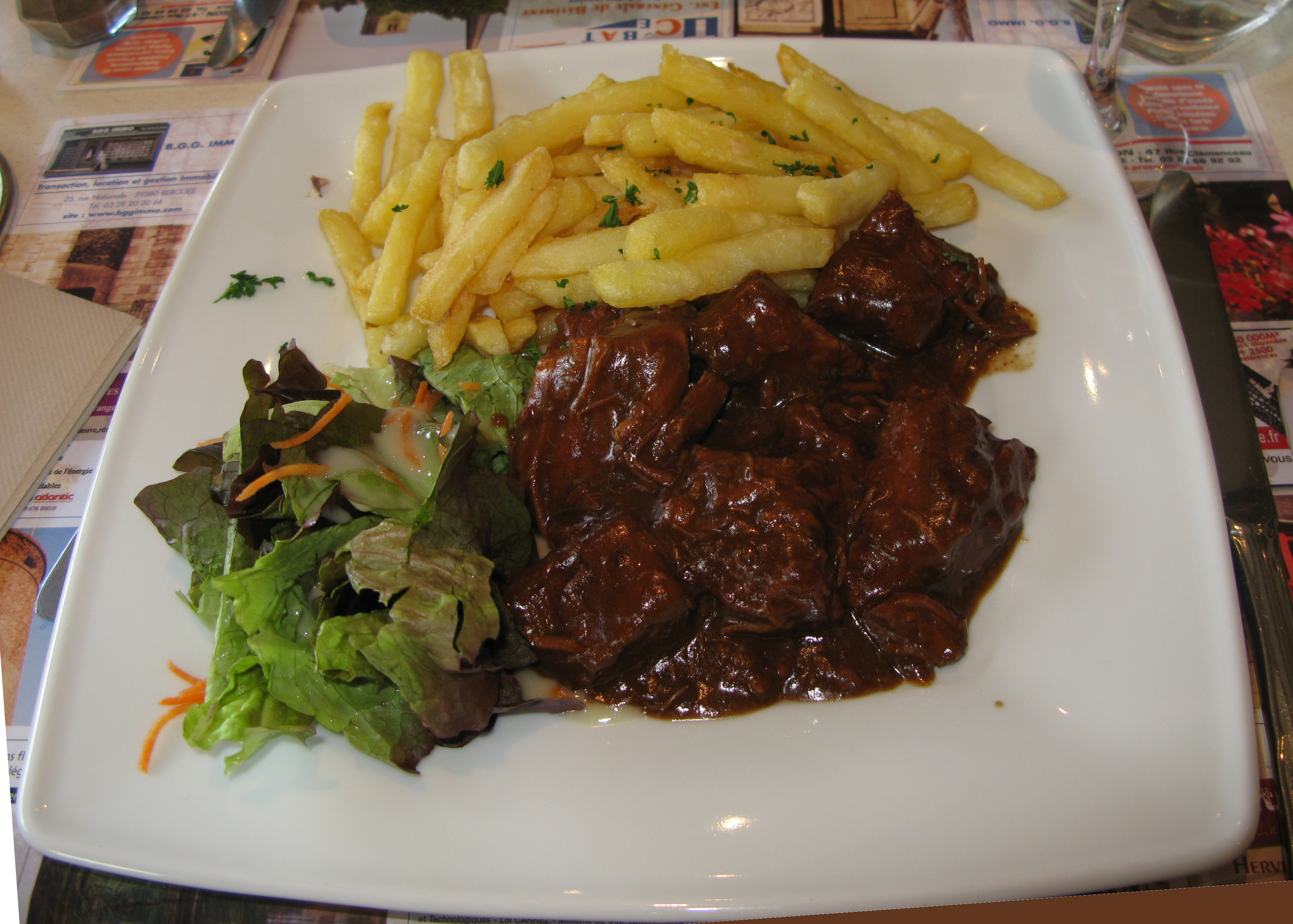
Carbonade flamande, một món ăn quốc gia khác của Bỉ.

Ẩm thực Bỉ rất đa dạng với vực biến đổi lớn theo khu vực trong khi nó cũng phản ánh các ẩm thực lân cận như Pháp, Đức và Hà Lan. Đôi khi người ta nói rằng đồ ăn Bỉ được phục vụ giống ẩm thực Đức, nhưng với chất lượng của đồ ăn Pháp. Trên thế giới, Bỉ được biết đến nhiều nhất với sô cô la, bánh waffle, khoai tây chiên và bia của nó.
Mặc dù Bỉ có nhiều món ăn quốc gia riêng biệt, nhiều món ăn phổ biến thế giới như hamburger và spaghetti cũng phổ biến ở Bỉ, và hầu hết những gì người Bỉ ăn cũng được ăn ở các nước láng giềng. 'Ẩm thực Bỉ' vì vậy thường dùng để nói về món ăn có nguồn gốc từ Bỉ, hoặc những đồ ăn điển hình ở Bỉ.
Ẩm thực Bỉ theo truyền thống trọng dụng các nguyên liệu vùng miền và theo mùa. Nguyên liệu điển hình trong các món ăn ở Bỉ bao gồm khoai tây, tỏi tây, tôm xám, măng tây trắng, cải ô rô Bỉ và bia địa phương, thêm vào đó là những lương thực chủ yếu chung ở châu Âu bao gồm cả thịt, pho mát và bơ. Bỉ thường ăn ba bữa ăn một ngày, với một bữa ăn sáng, vừa hay kích thước lớn, ăn trưa và bữa ăn tối.
Bỉ có một loạt các món ăn và sản phẩm thuộc về từng địa phương cụ thể. Ví dụ như waterzooi từ Ghent, bánh quy Couque de Dinant từ thị trấn Dinant, và tarte au riz từ Verviers. Trong khi chúng là ẩm thực có nguồn gốc địa phương, chúng vẫn được ăn phổ biến trên toàn nước Bỉ.

## Món ăn đặc trưng

### Món khai vị

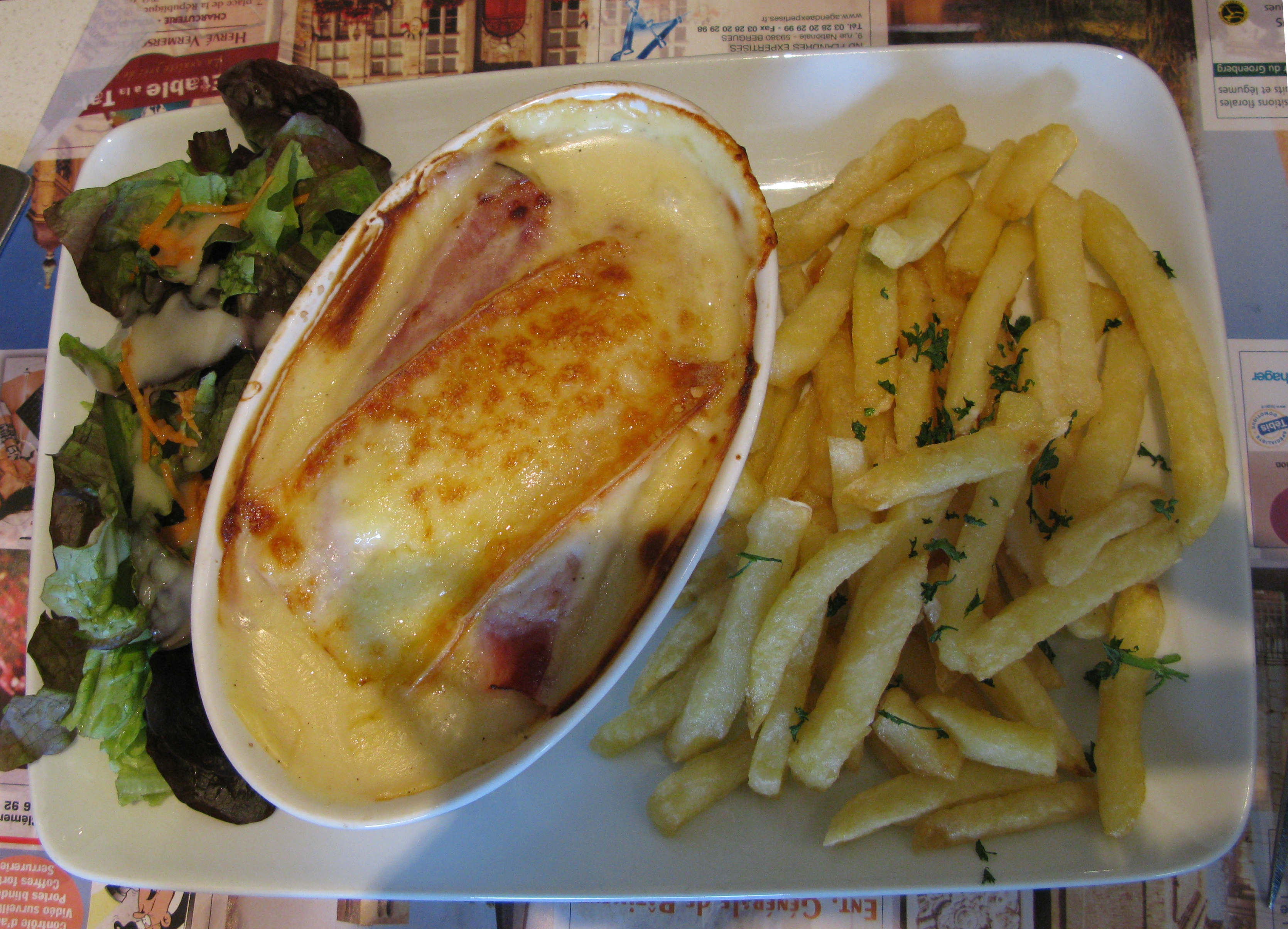
Gegratineerde witloof / Chicons au song

- Boterhammen / Tartines: Những lát bánh mộc mạc và thường được phết lên trên với pa tê hay pho mát mềm, phục vụ trên thớt. Một điển hình về sự đa dạng là một lát bánh mì với lát, củ cải, thường kèm theo một ly gueuze.
- Charcuterie:  thịt giăm bông (Jambon d'Ardennes) và pa tê, thường được làm bằng từ thành quả của trò chơi như săn lợn rừng. Vùng Ardennes có nhiều rừng ở phía nam của Bỉ nổi tiếng với loại thực phẩm này.
- Salade Liégeoise: một món salad với đậu xanh, thịt xông khói, hành tây và giấm. Nó thường gắn liền với thành phố Liège.
- Tomate-crevette / Tomaat-garnaal: một món nhẹ hoặc khai vị từ tôm xám (đặc biệt phổ biến ở Bỉ) với mayonnaise nhồi trong một quả cà chua rỗng sống.

### Món mặn

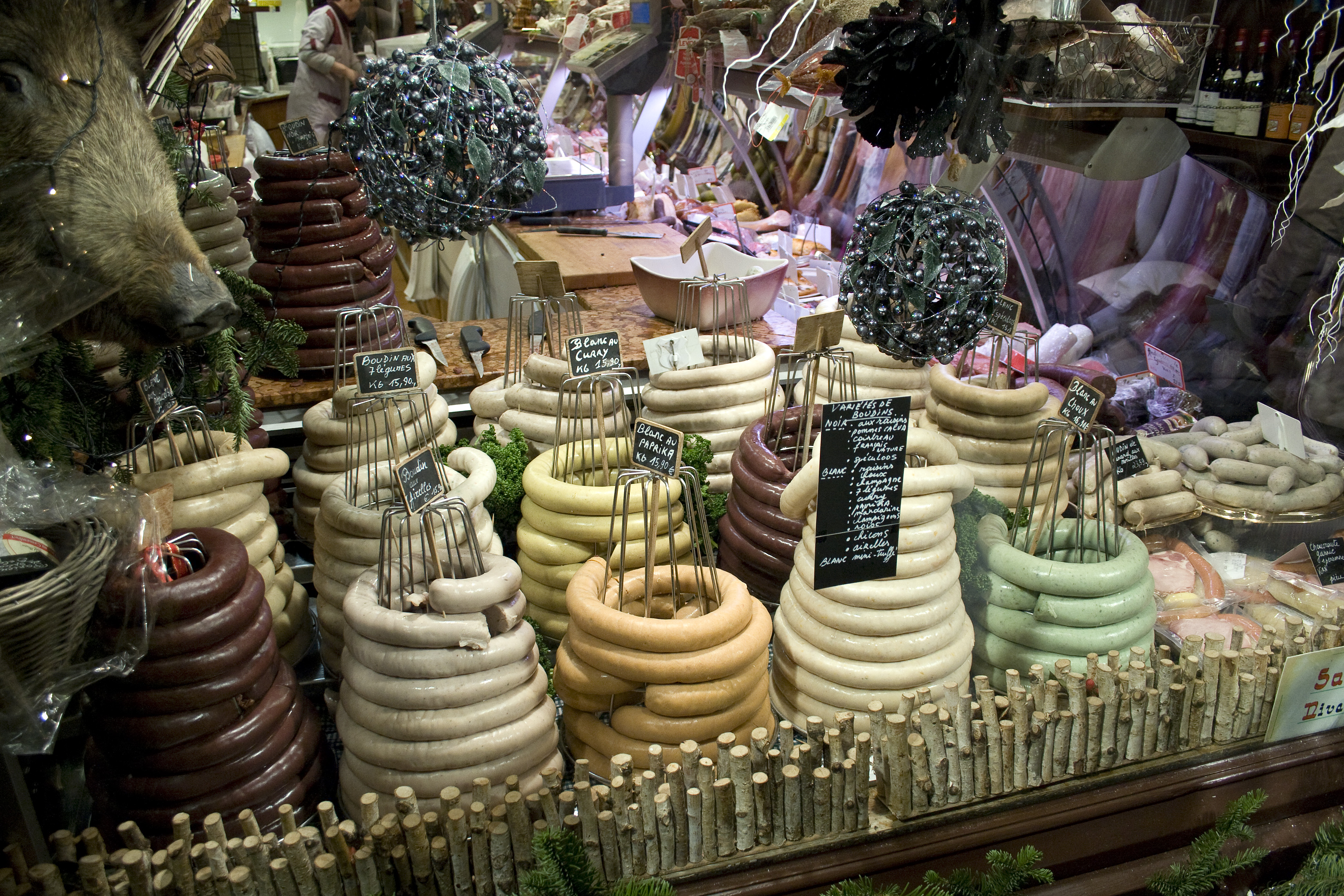
Giống của cuộn boudin (xúc xích máu) bán với một người Bỉ Trường Giáng sinh

- Moules-frites / Mosselen-friet: trai nấu hoặc hấp với hành tây và cần tây phục vụ với khoai tây chiên. Công thức nấu ăn này thường được gọi món ăn quốc gia[3] nhưng cũng phổ biến trong khu vực Nord của nước láng giềng Pháp.
- Carbonade flamande / Stoverij: thịt bò hầm Bỉ, giống với Beef Bourguignon của Pháp, nhưng được nấu với bia thay vì vang đỏ. Nó được phục vụ với bánh mì hoặc khoai tây và mù tạc. Thường được kèm theo bởi bia. Nó cũng được coi là một trong các món ăn quốc gia, cùng với moules-frites.
- Bít tết chiên
- Waterzooi: một loại súp hầm béo với gà hoặc cá, rau củ, kem và trứng, thường gắn liền với thị trấn Ghent.
- Gegratineerde witloof / Chicons au l: một món cải ô rô Bỉ làm theo cách gratin trong sốt béchamel với phô mai. Thường thì cải ô rô được được bọc với thịt nguội.
- Kip met frieten en appelmoes / Poulet-frites-compote (thịt gà, khoai tây chiên và sốt táo).
- Konijn in geuze / Lapin à la gueuze: thỏ trong gueuze, là một loại bia lên men tự nhiên từ khu vực xung quanh Brussels.
- Filet américain: Bò băm rất mịn được ăn sống và lạnh. Nó phường được phủ trên mánh mì hoặc bánh mì gối và đôi khi có nước sốt bên trên, thường là sốt américaine, và phục vụ với khoai tây chiên. Khi nó được phục vụ làm bữa tối, nó được trộn với hành và bạch hoa giống như bít tết tartare.
- Paling in 't groen / Anguilles au vert: Lươn trong nướt sốt thảo mộc xanh lá cây (bao gồm Anthriscus cerefolium và rau mùi tây). Nó được phục vụ với bánh mì hay khoai tây chiên. Thường kèm theo một ly bia hay (đôi khi) rượu vang Alsace.
- Pêches au thon / Perziken met tonijn: đào tươi hoặc đào hộp nhồi với cá ngừ và mayonnaise, còn gọi là sa lát cá ngừ.
- Boudin / Pensen, beuling hoặc bloedworst: một loại xúc xích mà trong đó thịt hoặc máu, được trộn với bột chiên. Thường được ăn với khoai tây và nước sốt táo, đôi khi được ăn sống hoặc nướng hun khói.
- Stoemp: khoai tây nghiền với rau (thường là cà rốt hoặc bắp cải), đôi khi được phục vụ với xúc xích.

### Món ngọt và tráng miệng

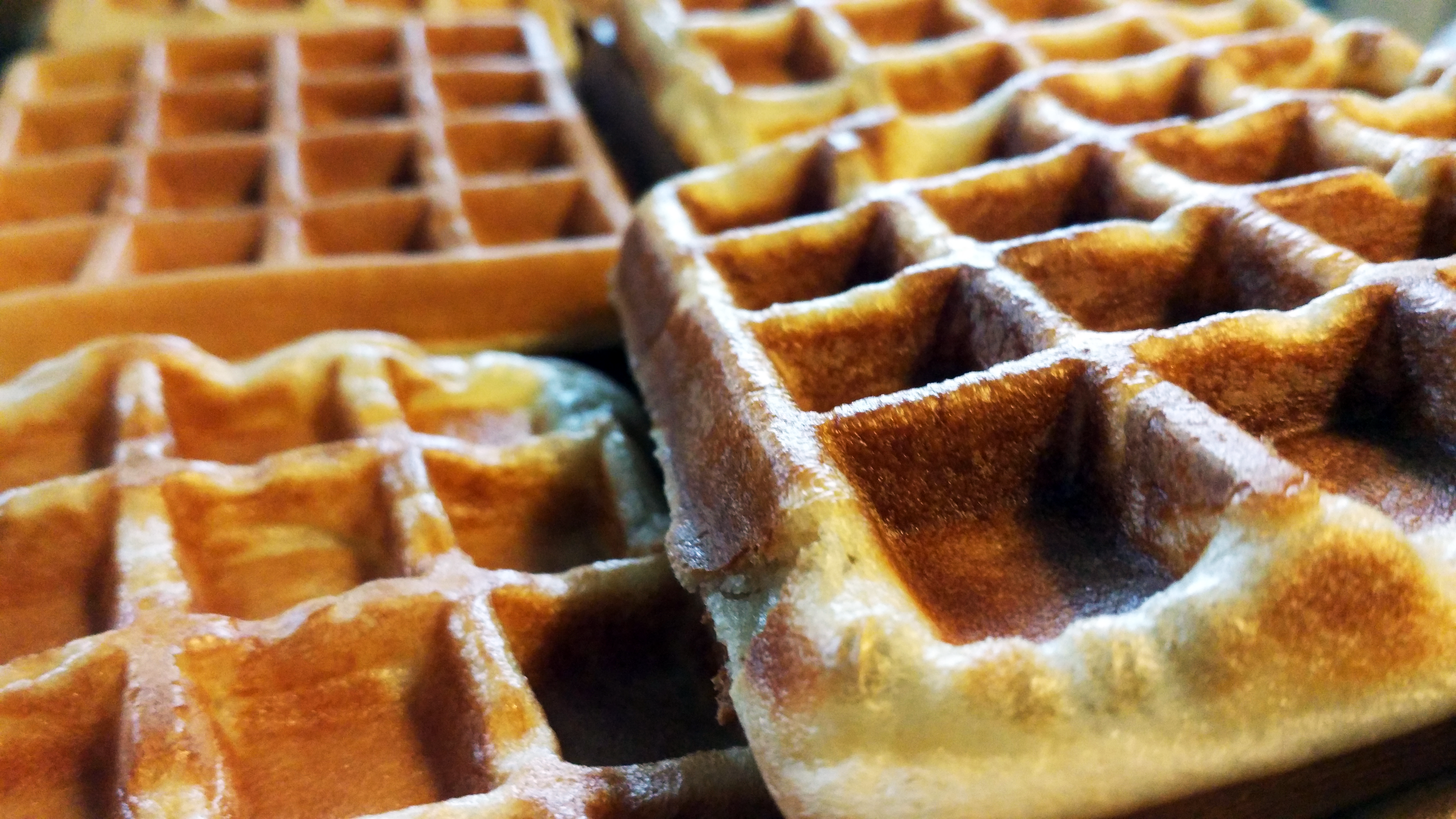
Bánh quế

- Waffle: đôi khi ăn như một món ăn đường phố được bán bởi xe tải kem. Trong số các loại Liège waffle, Brussels waffle và stroopwafel nổi tiếng hơn
- Speculoos: bánh quy quế
- Oliebollen / Smoutebollen / Croustillons: bột viên ngọt chiên, ăn ở khu vui chơi hoặc nhân dịp đặc biệt
- Tarte au riz / Rijstevlaai: bánh pie với nhân làm từ rice pudding, ở vùng Verviers.
- Sirop de Liège / Luikse siroop: một dạng mứt hoặc thạch để phết làm từ hoa quả khô.

## Khoai tây chiên và văn hoá đồ chiên

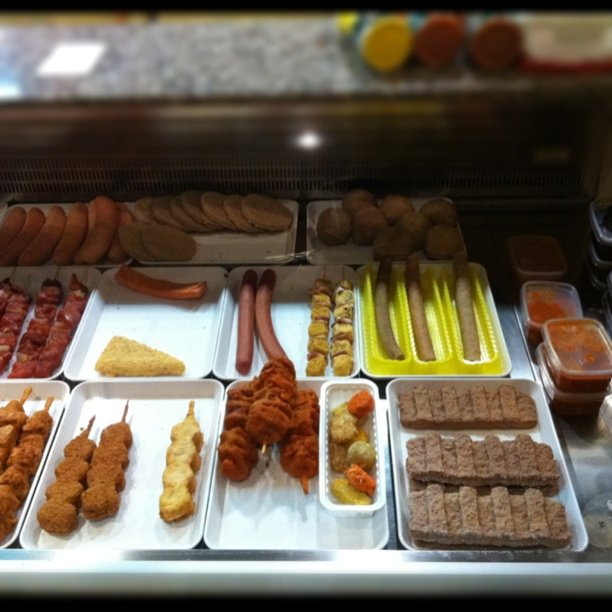
Một loạt các loại thịt điển hình ở quầy đồ chiên của Bỉ

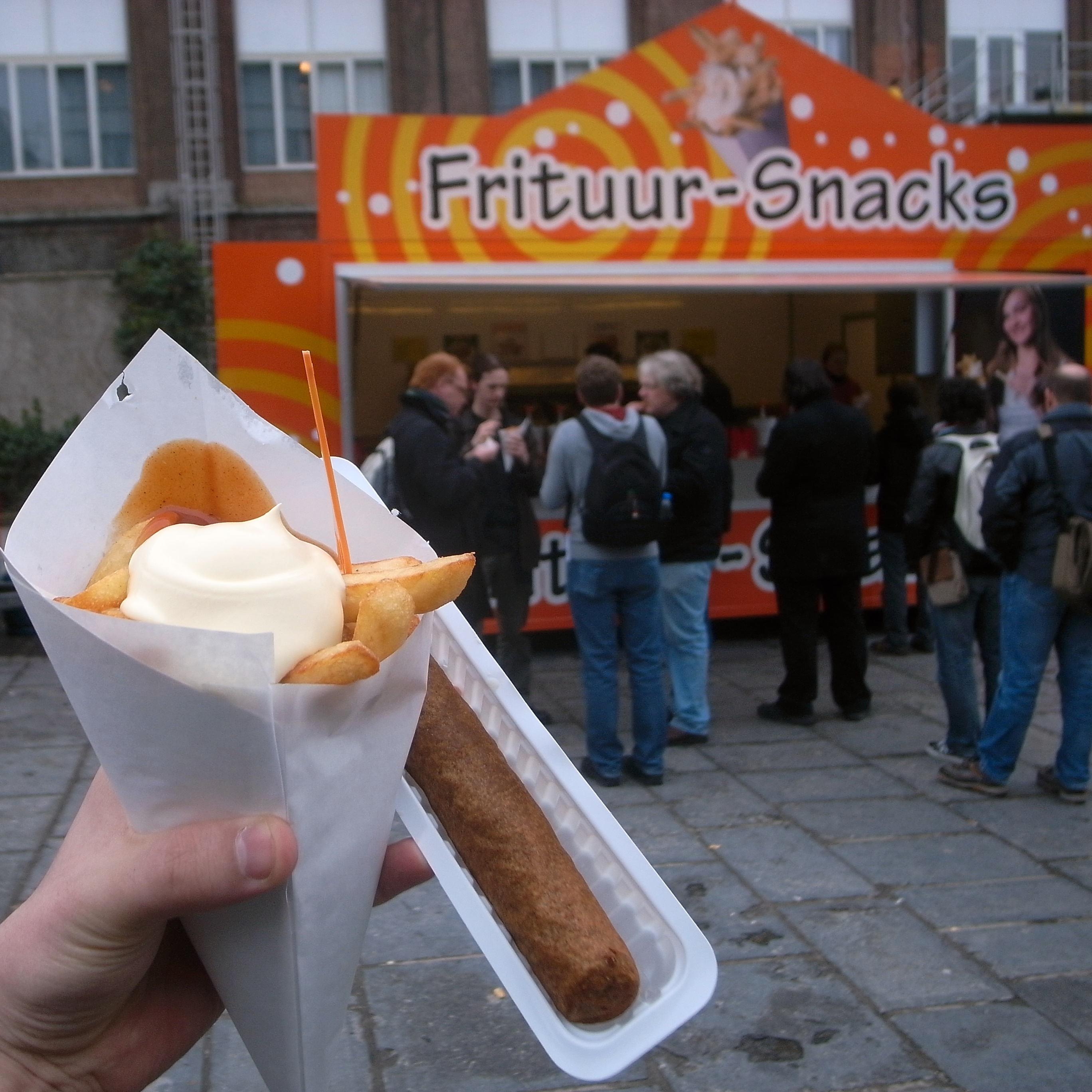
Đồ chiên Bỉ được bọc trong mộc tờ giấy hình nón truyền thống, ăn với sốt mayonnaise và tương cà cà ri, với một cái đĩa nhựa ở trên hàng đầu và frikandel ở bên cạnh.

Khoai tây chiên lát mỏng, rất phổ biến ở Bỉ, nơi mà chúng được cho là có nguồn gốc từ đó. Bằng chứng sớm nhất của món ăn này đến từ cuốn sách Curiosités de la table dans les Pays-Bas-Belgiques được viết năm 1781, nó miêu tả cách người dân Namur, Dinant và Andenne xung quanh sông Meuse đã ăn khoai tây chiên khoảng năm 1680. Mặc dù họ thường được biết đến là "đồ chiên Pháp" (French fries) ở Hoa Kỳ, người ta lập luận rằng lính trong cuộc chiến tranh thế giới thứ nhất lầm tưởng rằng họ đã được phục vụ món ăn này ở Pháp.
Ở Bỉ, khoai tây chiên được bán ở quần đồ ăn nhanh hoặc nhà hàng đồ ăn nhanh được gọi là frietkot, hoặc frituur (có thể tạm dịch là: lều chiên). Họ thường phục vụ nó với nhiều loại nước sốt và một mình nó hoặc cùng với các đồ ăn nhẹ khác. Theo truyền thống, nó được phục vụ trong một "cornet de frites" (tiếng Pháp) hoặc "puntzak" (tiếng Hà Lan), một miếng vỏ hình nón sau đó, bọc trong một mảnh giấy, với nước sốt ở trên. Xuất lớn hơn thường phục vụ trong khay. Các món ăn đường phố khác như frikandel, gehaktbal hoặc croquette cũng được bán cùng. Trong một số trường hợp, đồ chiên được phục vụ trong hình thức bánh mì gối Pháp cùng với nước sốt và thịt, nó được biết đến với tên "mitraillette". Trong khu vực với nhập cư, trong khu vực có người nhập cư, những món chiên đó được bọc trong một loại bọc gọi là dürüm thay vì trên bánh mì Pháp.
Phần lớn các hộ gia hình ở Bí đều có máy chiên ngập dầu, giúp ho làm món chiên rán tại nhà. Các siêu thị bán một loạt các loại mỡ động vật hoặc thực vật lỏng hoặc rắn để sử dụng làm món rán tại nhà; mỡ bò đặc biệt được trọng dụng 

### Nước sốt
Mayonnaise và sốt cà chua là các nước sốt truyền thống ăn với khoai tây chiên ở Bỉ. Các cửa hàng đồ chiên và các thức ăn nhanh thường có nhiều loại nước sốt khác nhau cho khoai tây chiên và thịt, bao gồm aioli và nước sốt Americaine nhưng cũng có các loại phức tạp hơn, bao gồm nước sốt Béarnaise. Có hàng tá lựa chọn, và thường là dựa trên mayonnaise. Bao gồm:
- Aioli / Looksaus (mayonnaise tỏi).
- Sốt andalouse – mayonnaise với sốt cà chua và ớt.
- Sốt Americaine – mayonnaise với cà chua, rau mùi, hành tây, bạch hoa, nước giáp xác cần tây.
- Sốt "Bicky"– một thương hiệu làm từ mayonnaise, bắp cải trắng, rau thơm, dưa chuột, hành tây, mù tạt và chất dextrose.
- Sốt Brasil – mayonnaisen với dứa và cà chua xay, gia vị[9]D&L Lưu trữ ngày 19 tháng 8 năm 2014 tại Wayback Machine, La William</ref>
- Sốt Cocktail (dựa trên mayonnaise)
- sốt cà chua cà ri
- Cà ri mayonnaise
- Joppiesaus – một thương hiệu làm từ mayonnaise, gia vị, hành tây và bột cà ri
- Sốt cà chua
- Mammoet–sốt mayonnaise cà chua đường, tỏi, sốt đậu nành
- Mayonnaise
- Sốt tiêu – mayonnaise với tiêu đen
- Sốt "Dưa chuột muối''-một loại sốt  sốt màu vàng dựa trên giấm với nghệ, mù tạt và sau giòn, giống như Piccalilli.
- Sốt Riche – một loại sốt màu hồng dựa trên tartar
- Sốt pita
- Sốt sumurai: mayonnaise với ớt Tunisia, gia vị, cà chua và ớt chuông
- Tartar
- Zigeuner sốt – Một "gypsy" sốt cà chua và ớt bột và băm ớt mượn từ Đức

Thỉnh thoảng nước sốt ấm được cung cấp bởi cửa hàng chiên, bao gồm sốt Hollandaise, sốt Provençale, sốt Béarnaise và cả carbonade flamande.
Hầu hết các nước sốt trên cũng có sẵn trong siêu thị. Việc sử dụng các nước sốt này là không giới hạn cho khoai tây chiên, chúng cũng được sử dụng trong nhiều món ăn khác.

## Bia

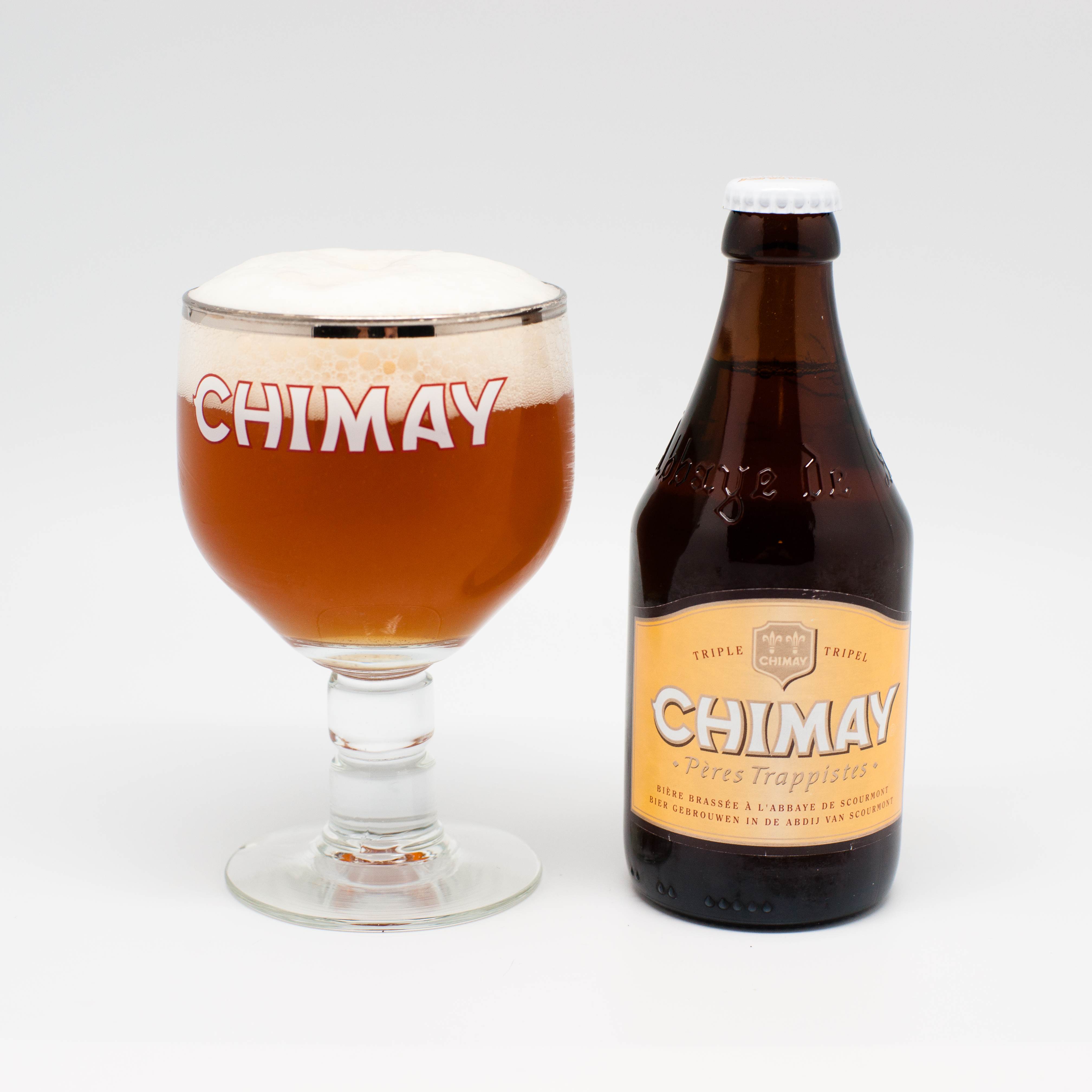
Chimay Tripel, một loại bia Trappist với cốc riêng của nó

Đối với một nước tương đối nhỏ, Bỉ sản xuất một số lượng bia rất lớn với nhiều loại khác nhau – thực ra, nó có tỉ lệ các loại bia riêng biệt trên đầu người cao hơn bất cứ nơi nào trên thế giới. Năm 2011, có 1.132 loại bia khác nhau được sản xuất trong nước. Truyền thống ủ bia của Bỉ có thể có niên đại từ thời Trung Cổ.
Trung bình, người Bỉ uống 84 lít bia mỗi năm, giảm từ khoảng 200 lít mỗi năm năm 1900. Hầu hết các loại bia được mua hoặc phục vụ trong chai, chứ không phải lon, và hầu như mỗi loại bia có đặc điểm riêng của nó, có cốc hoặc vại có hình dáng độc nhất. Sử dụng đúng loại cốc được cho là tăng hương vị bia.
Sự đa dạng của bia Bỉ giúp ta có thể ghép từng bữa ăn với mỗi loại bia, ví dụ:
- Bia lúa mì với hải sản hoặc cá.
- Bia Blonde hoặc Tripel với lươn, gà hoặc thịt trắng
- Bia Dubbel và các loại bia tối khác với thịt tối
- Bia trái cây Lambics với món tráng miệng

Một số các món truyền thống của Bỉ sử dụng bia làm nguyên liệu. Một là Carbonade flamande, một món bò hầm bia, giống như boeuf bourguignon. Bia thường là đặc sản theo vùng: lambic ở Brussels, De Koninck ở Antwerp, vì vậy mà mùi vị của các món ăn thay đổi. Nhà máy bia Trappist  ở Chimay cũng sản xuất pho mát được rửa với bia để tăng hương vị

## Jenever

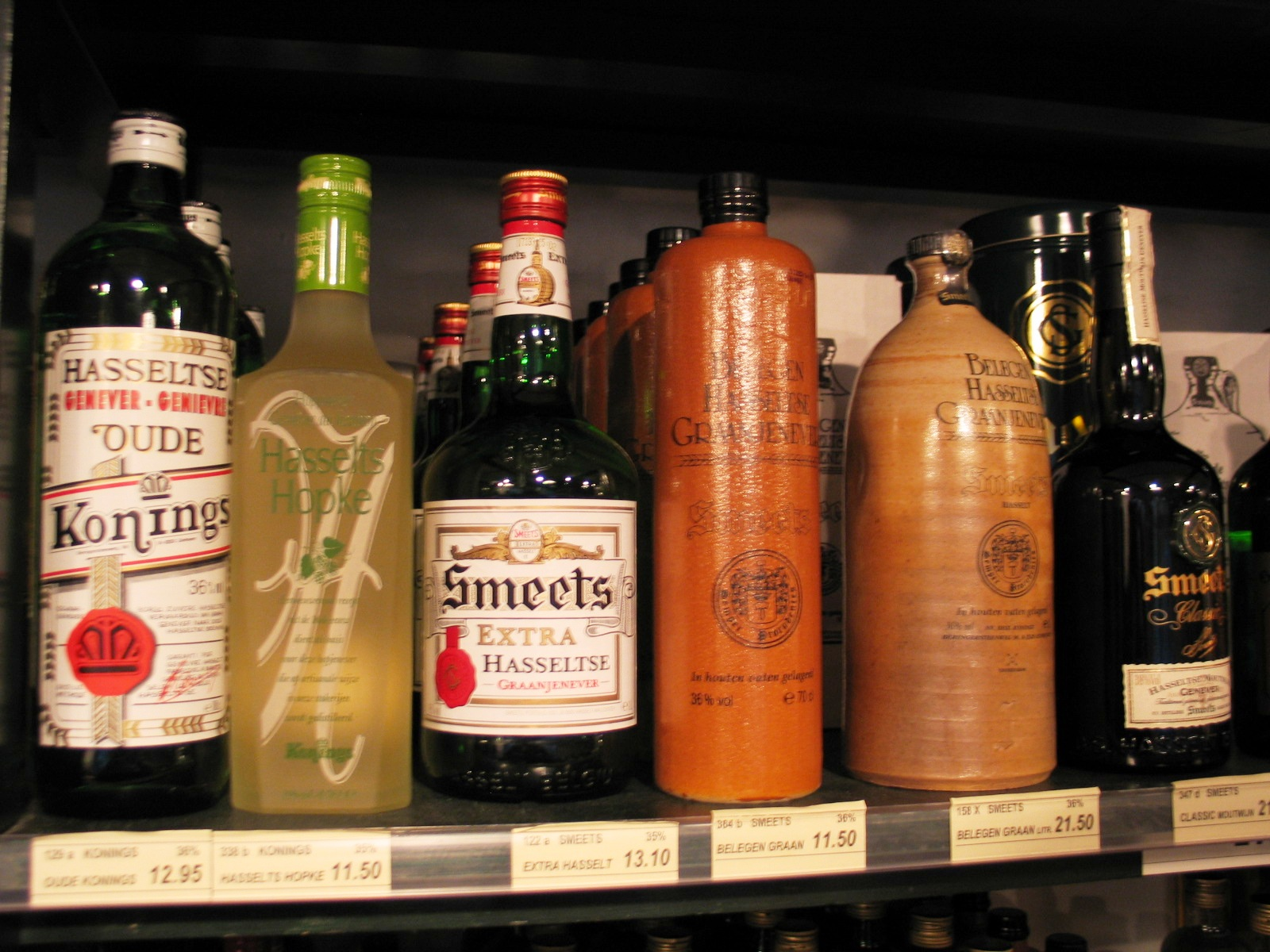
Chai jenever được bán ở Leuven, bao gồm cả hai chai đất sát truyền thống

Jenever, còn được gọi là genièvre, genever, peket hoặc gin Hà Lan, là rượu mạnh quốc gia của Bỉ, nó có chứa gin. Trong khi bia có thể là đồ uống có cồn nổi tiếng nhất ở Bỉ, jenever đã là đồ uống truyền thống và đồ uống quốc gia trong hơn 500 năm.
Trong nhiều thể kỷ jenever đã được đóng trong chai thủ công từ đất sét. Nó mang tính biểu tượng đặc trưng cho jenever. Theo truyền thống người Bỉ phục vụ jenever trong cốc đầy được lấy từ tủ lạnh. Bước đầu tiên để uống jenever đúng kiểu là để cốc trên bàn, cúi xuống uống ngụm đầu tiên mà không giữ cốc. Sau khi ngụm truyền thống này được hoàn thành phần còn lại có thể uống như bình thường.

## Sô cô la

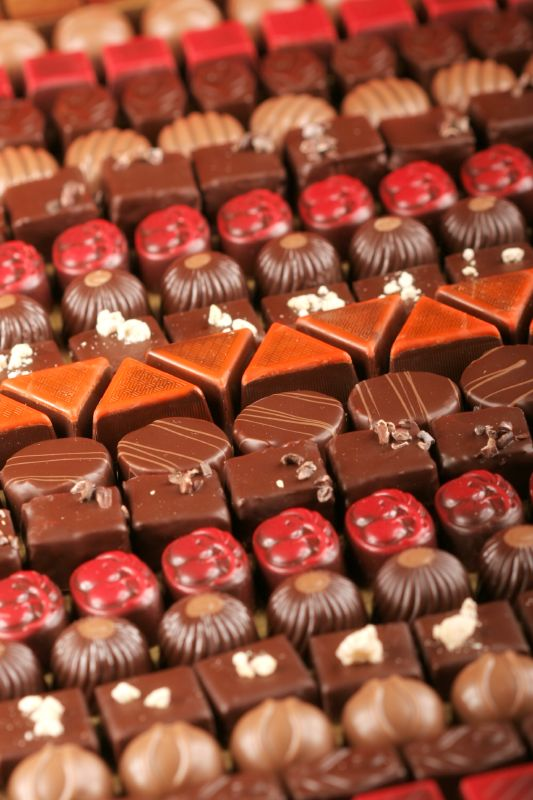
Bỉ kẹo

Bỉ nổi tiếng với sô cô la chất lượng cao và có hơn 2.000 hãng sô cô la, cả lớn và nhỏ. Hiệp hôi Sô cô la Bỉ bắt đầu từ năm 1635 khi đất nước đang dưới ách đô hộ của Tây Ban Nha. Vào giữa thế kỷ 18, sô cô la đã rất nổi tiếng trong giới thượng lưu và trung lưu, đặc biệt là sô cô la nóng, bao gồm cả Charles-Alexander of Lorraine, thống đốc người Áo của lãnh thổ này. Từ đầu thế kỷ 20, đất nước này đã có thể nhập số lượng lớn ca cao từ thuộc địa châu Phi của nó, Congo thuộc Bỉ. Cả sô cô la thỏi và sô cô la praline đều là các phát minh của ngành công nghiêp sô cô la Bỉ. Ngày nay, sô cô la rất phổ biến ở Bỉ, với 172.000 tấn được sản xuất mỗi năm, và xuất khẩu rộng rãi.
Thành phần của sô cô la Bỉ đã được quy định theo pháp luật từ năm 1884. Để ngăn chặn sự giả mạo sô cô la với các chất béo chất lượng thấp từ các nguyên liệu khyasc, mức ca cao tối thiểu được đặt ra là 35%. Sự tuân thủ kỹ thuật truyền thống này làm tăng chất lượng sô cô la Bỉ. Cụ thể, chất béo thực vật không được sử dụng. Nhiều công ty sản xuất sô-cô-la bằng tay, tốn rất nhiều công sức và giải thích cho sự phổ biến của các hàng sô cô la nhỏ, độc lập mà thường phổ biến với du khách. Các công ty sô cô la nổi tiếng, như Neuhaus và Guylian, tuân theo công thức truyền thống (và đôi khi cả những bí mật) một cách nghiêm ngặt cho các sản phẩm của họ.
Sô cô la praline hải sản (có hình giống cá hoặc sò) rất nổi tiếng với du khách, và được bán trên toàn nước Bỉ.

## Hình ảnh

### Món khai vị và đồ ăn nhẹ

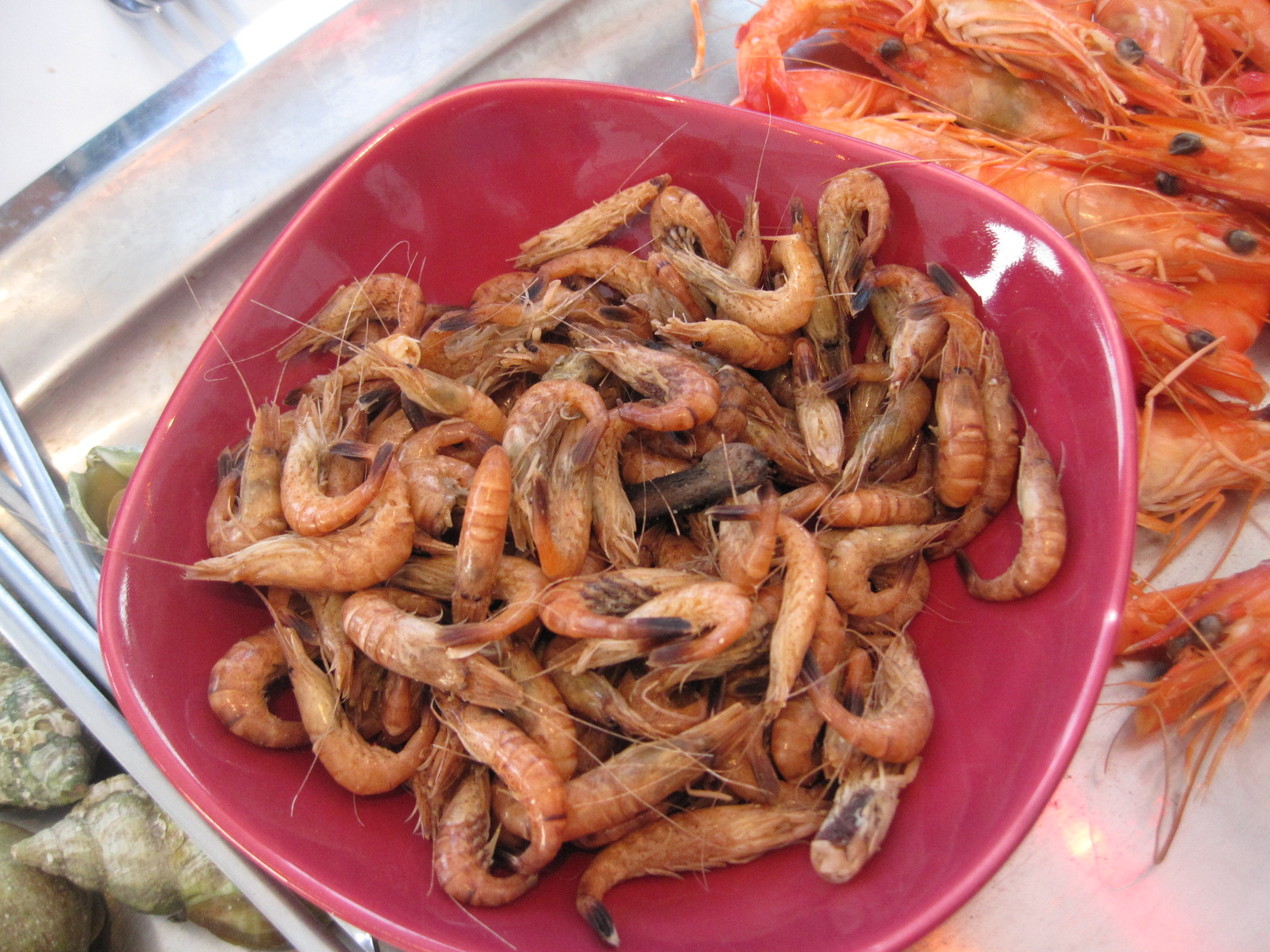
Một bát món ăn nhẹ từ tôm xám
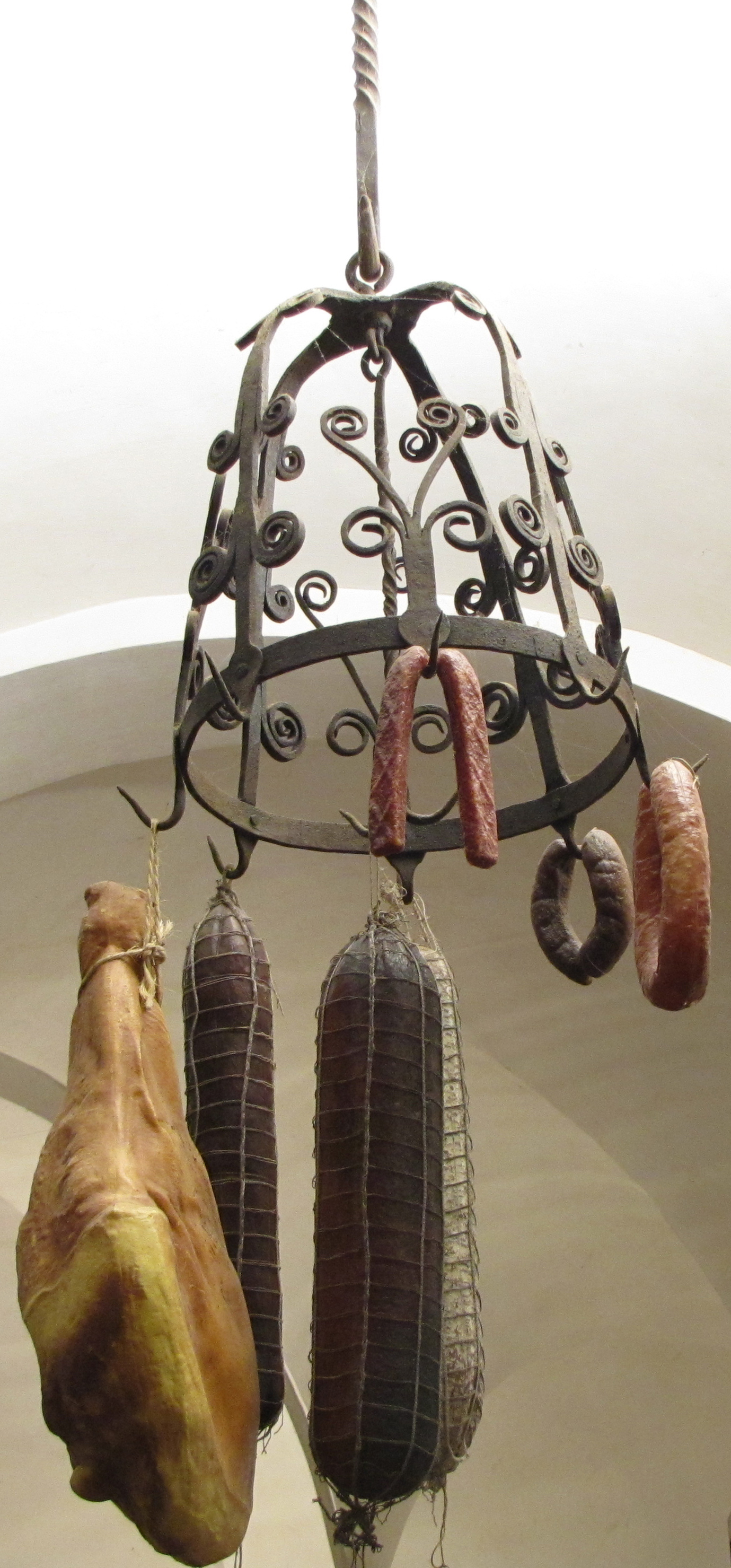
Jambon d'Ardenne [fr] thịt nguội treo trên giá
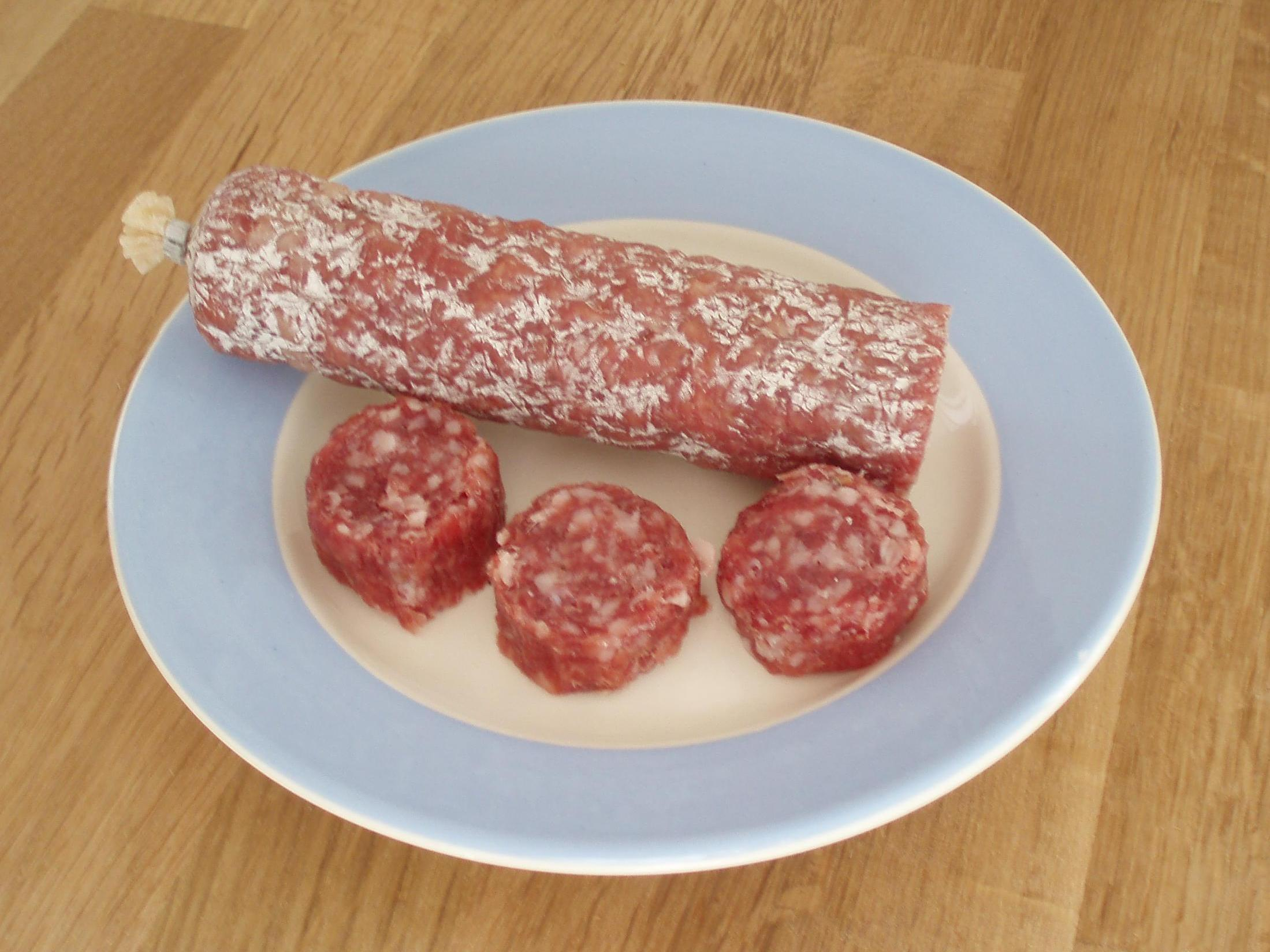
Xúc xích khô Ardenne
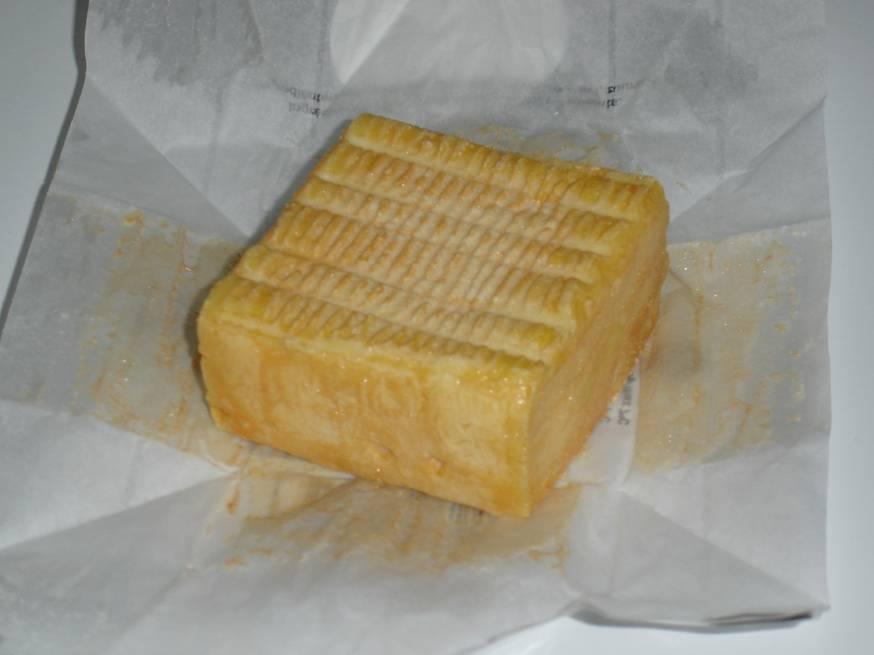
Pho mát Herve
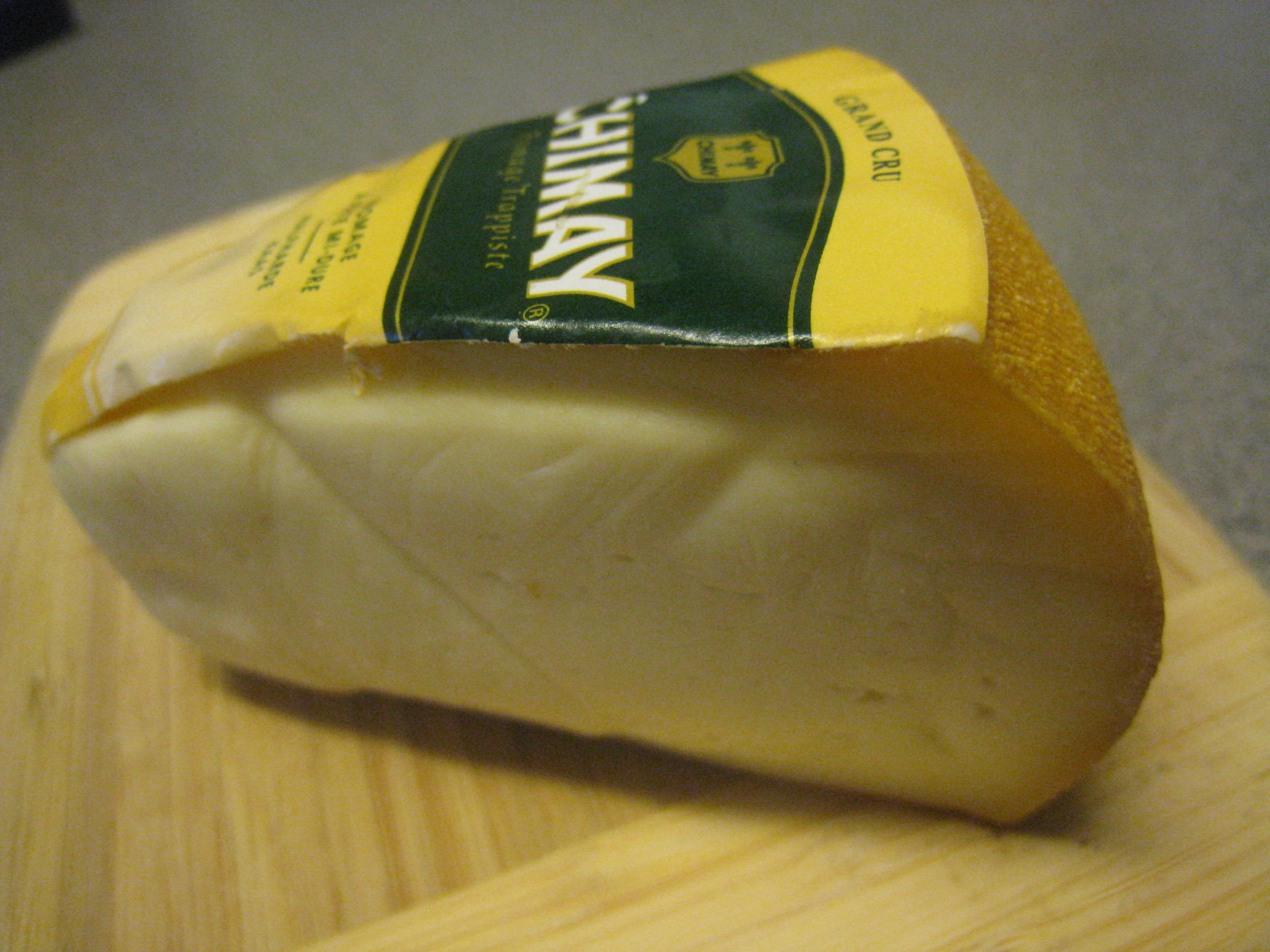
Pho mát Grand Cru từ nhà máy bia Trappist ở Chimay
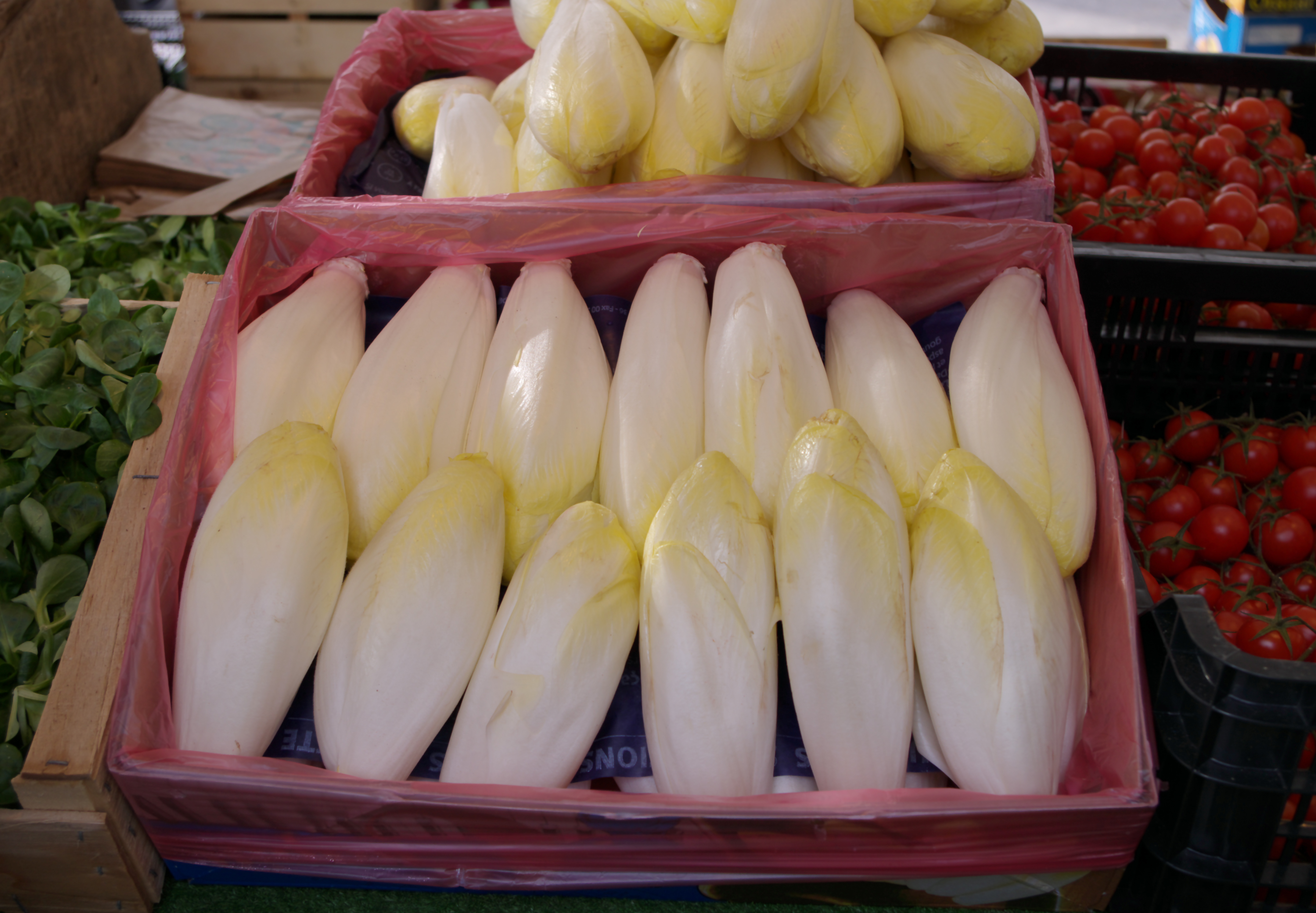
Cải ô rô Bỉ
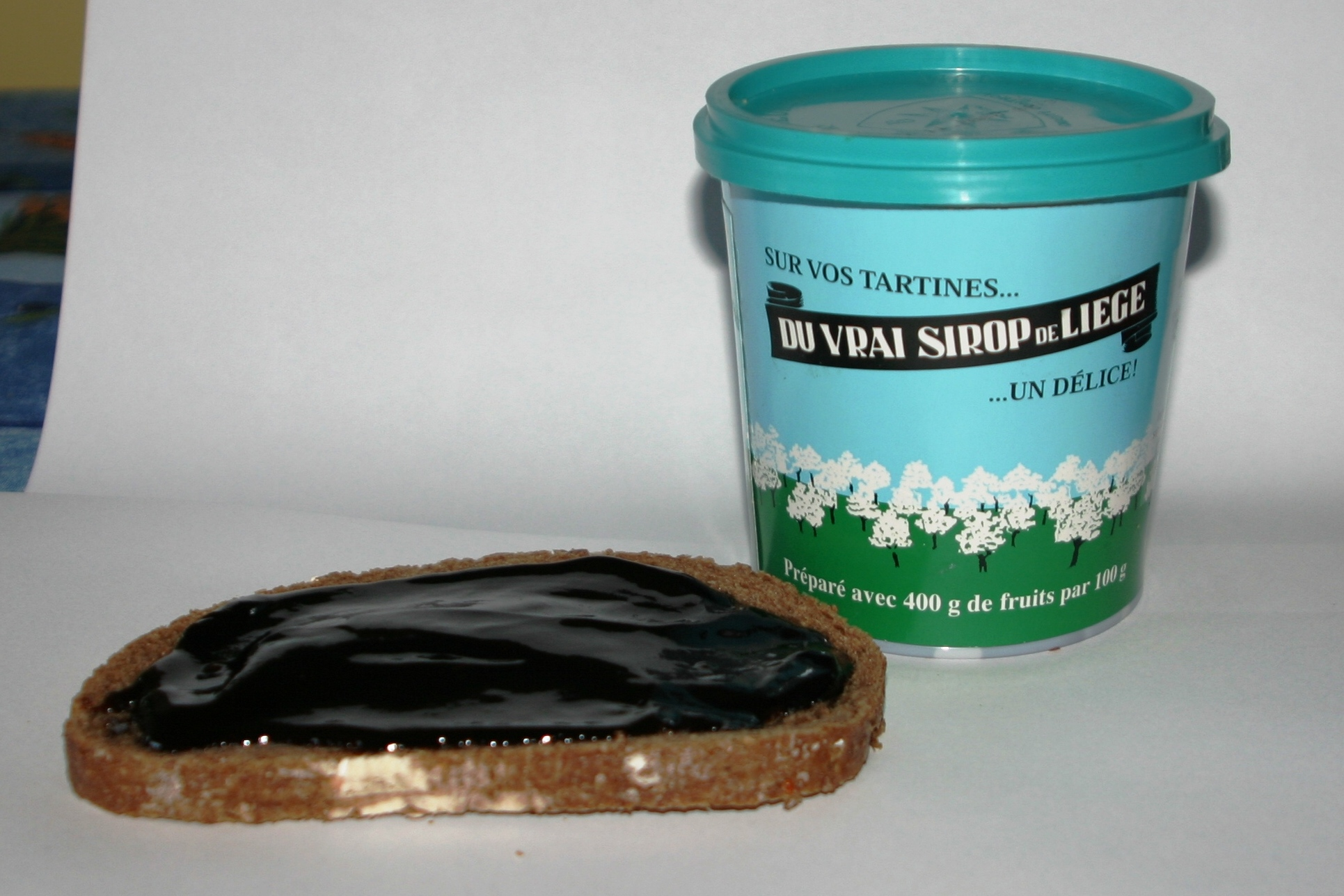
Sirop de Liège trên một lát bánh mì
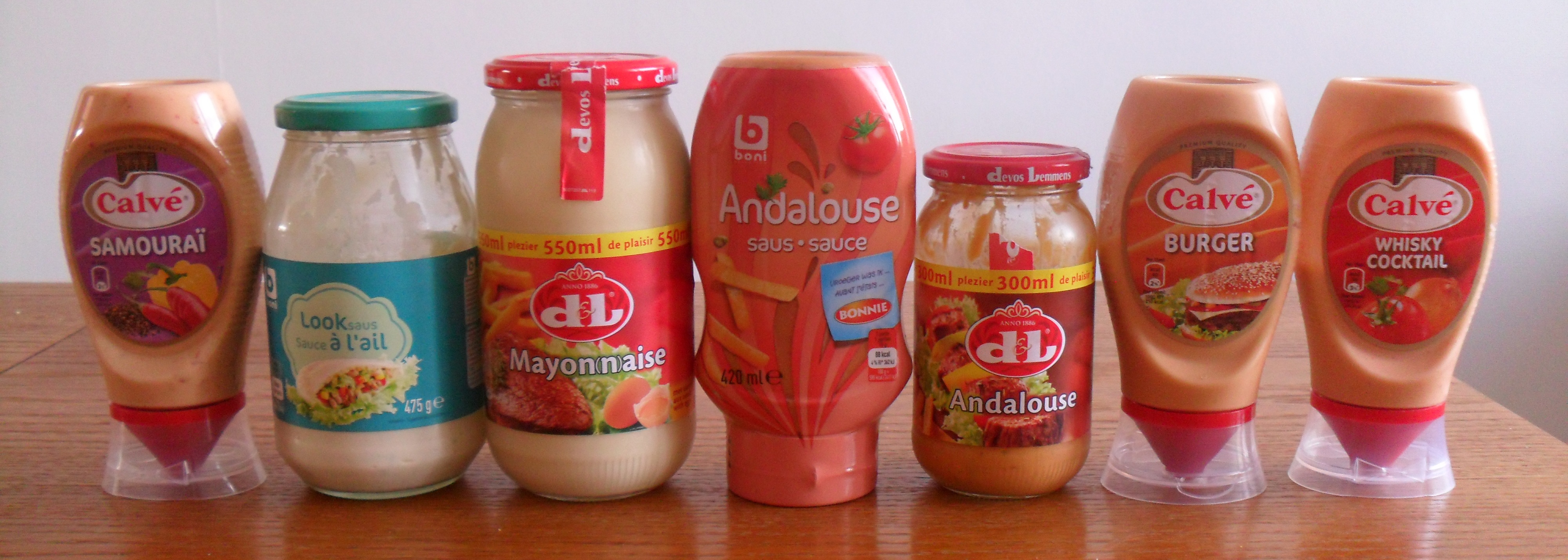
Nhiều loại nước sốt
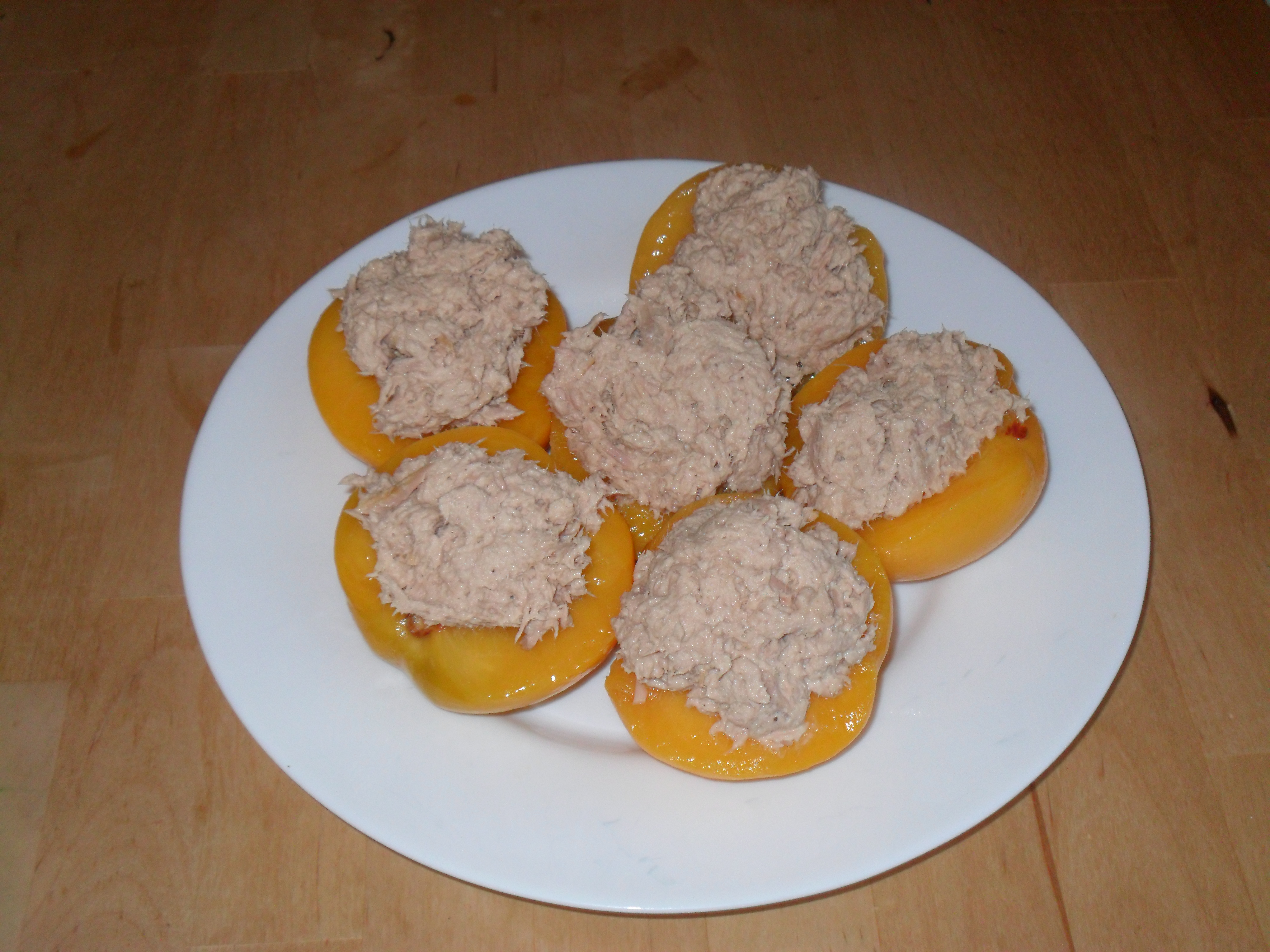
Pêches au thon / Perziken met tonijn

### Món chính

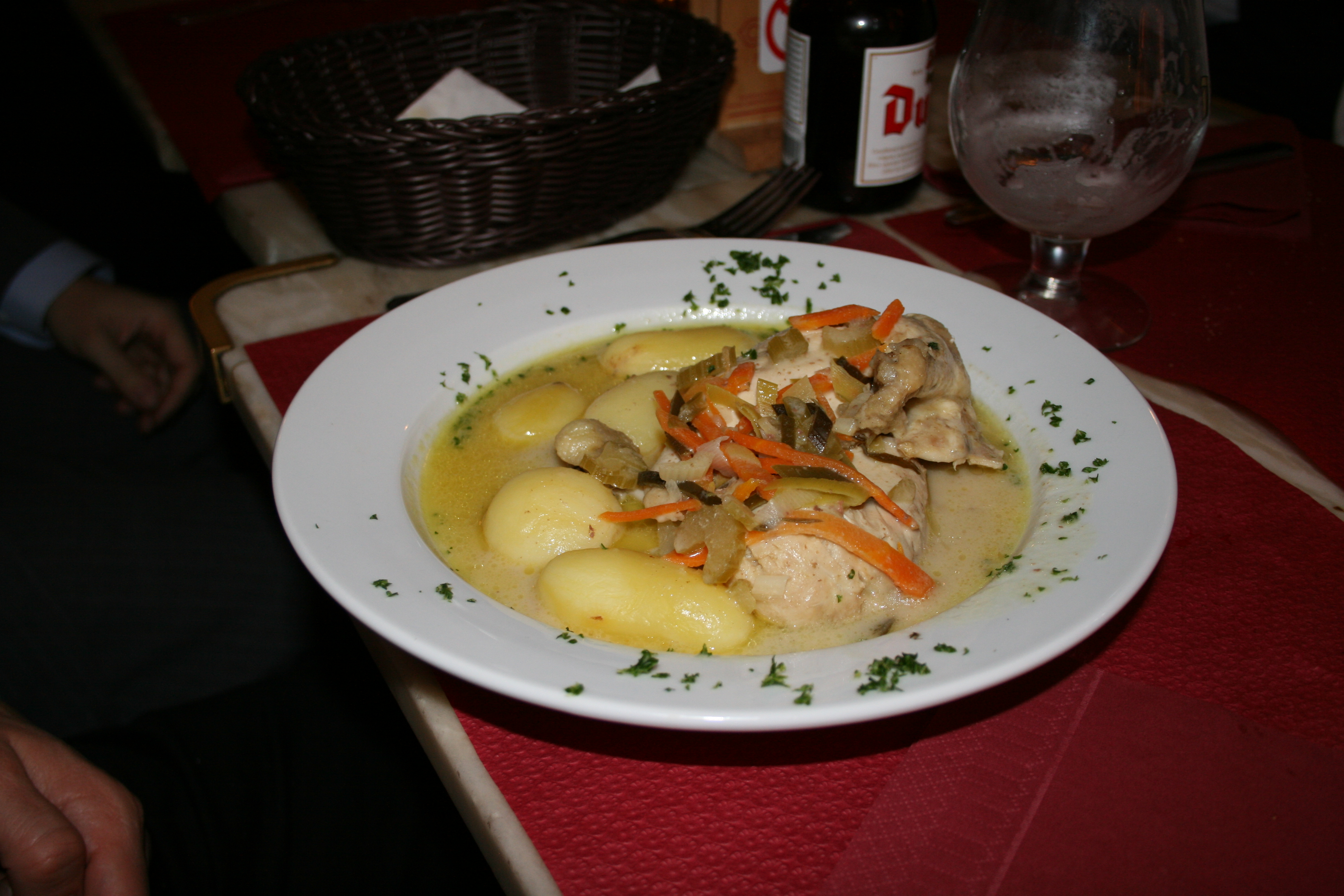
Gà waterzooi
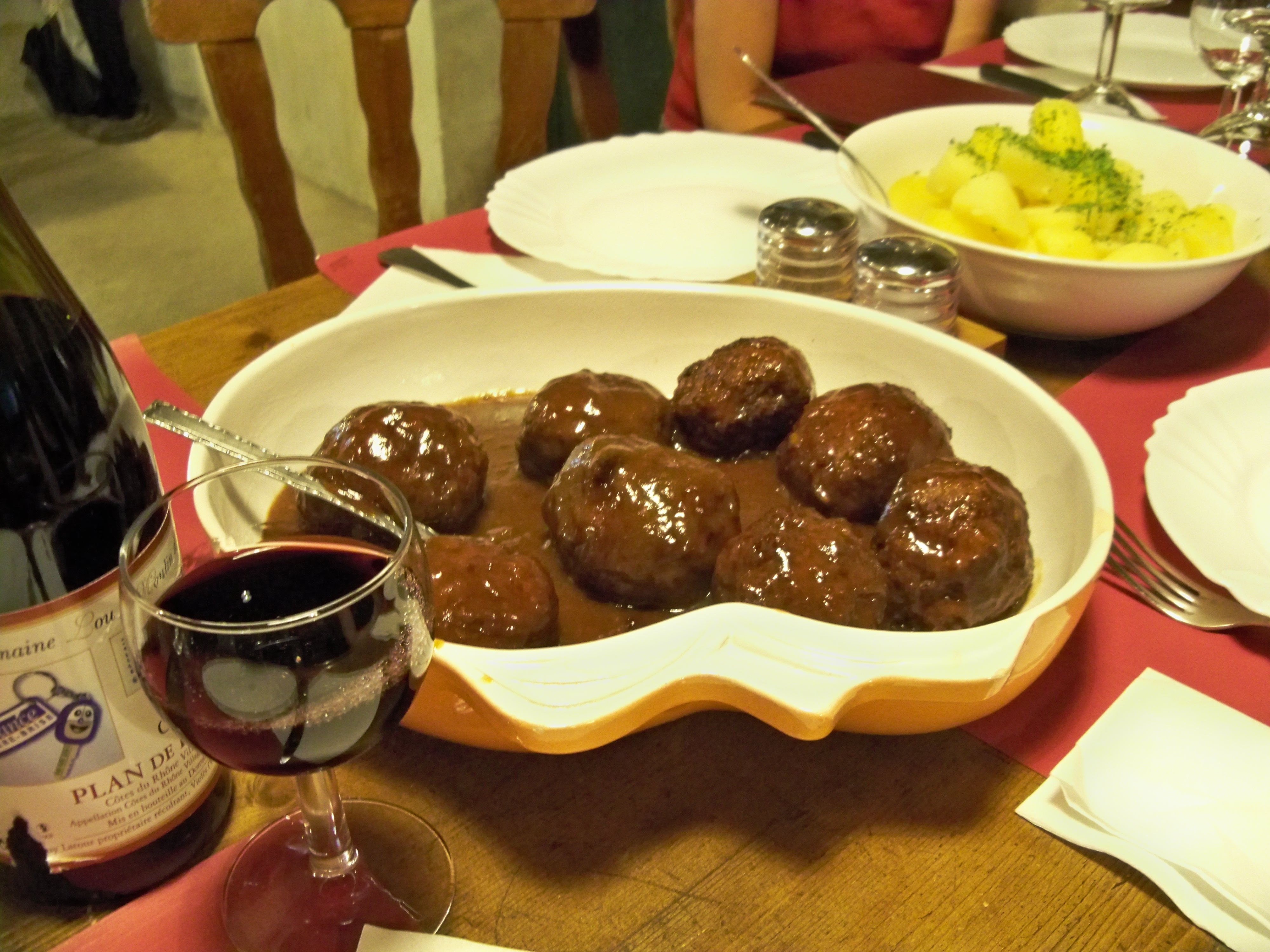
Boulets à la liégeoise
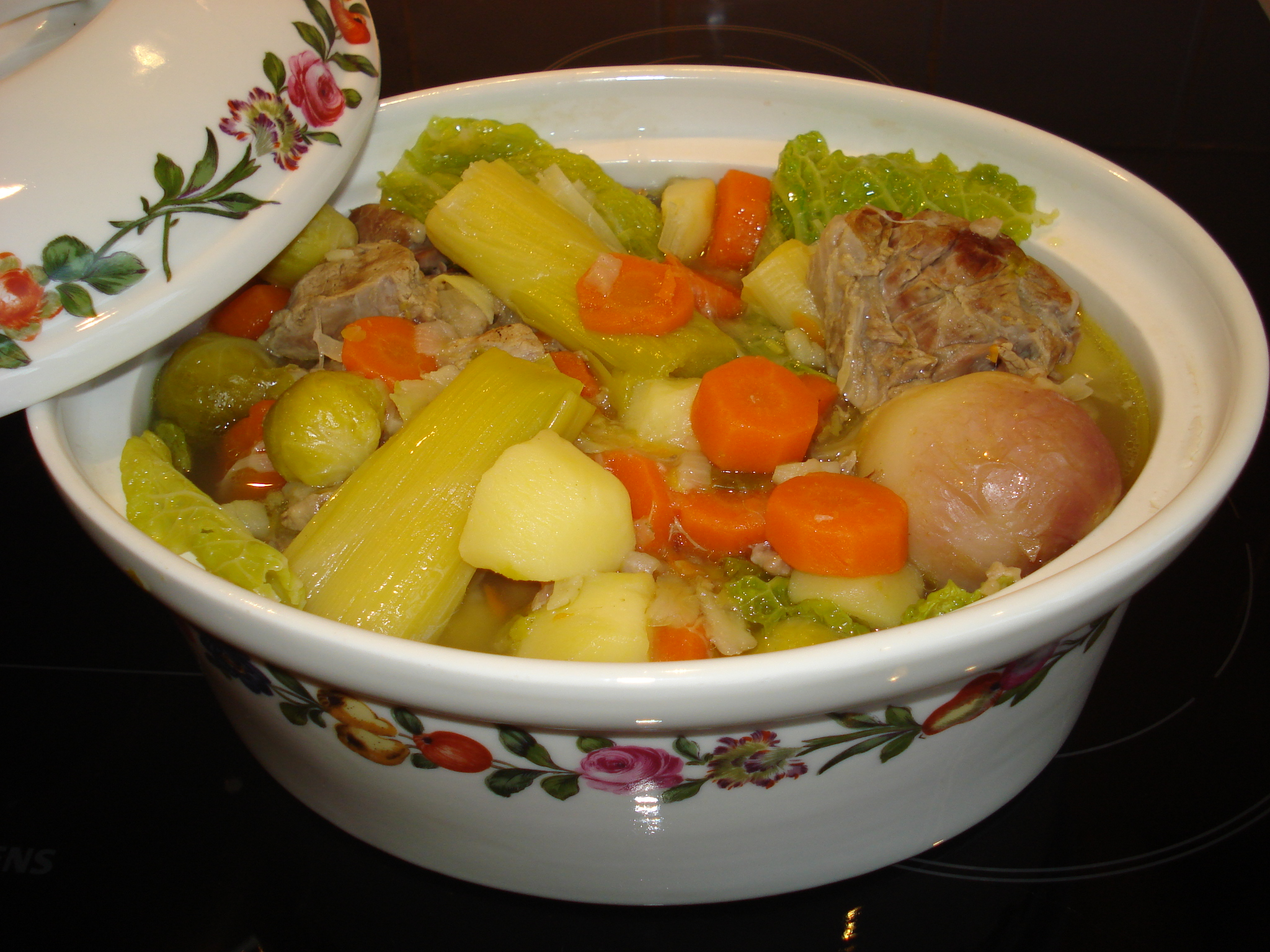
Hutsepot / hochepot
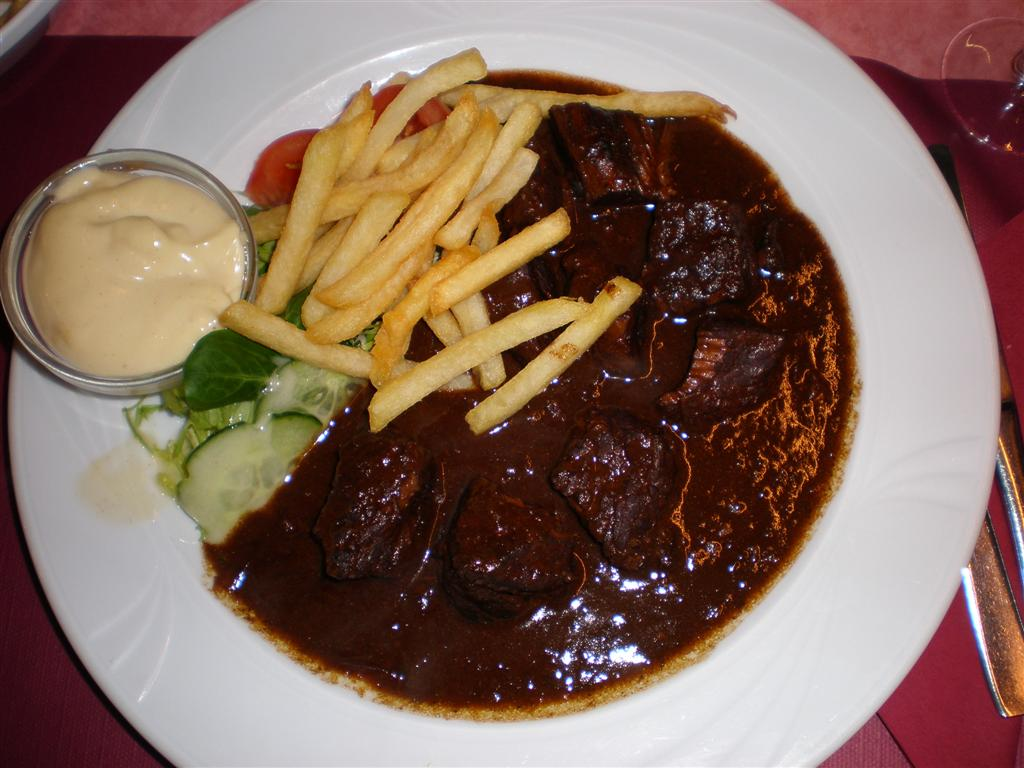
Carbonade flamande / Stoverij với khoai rán và salad
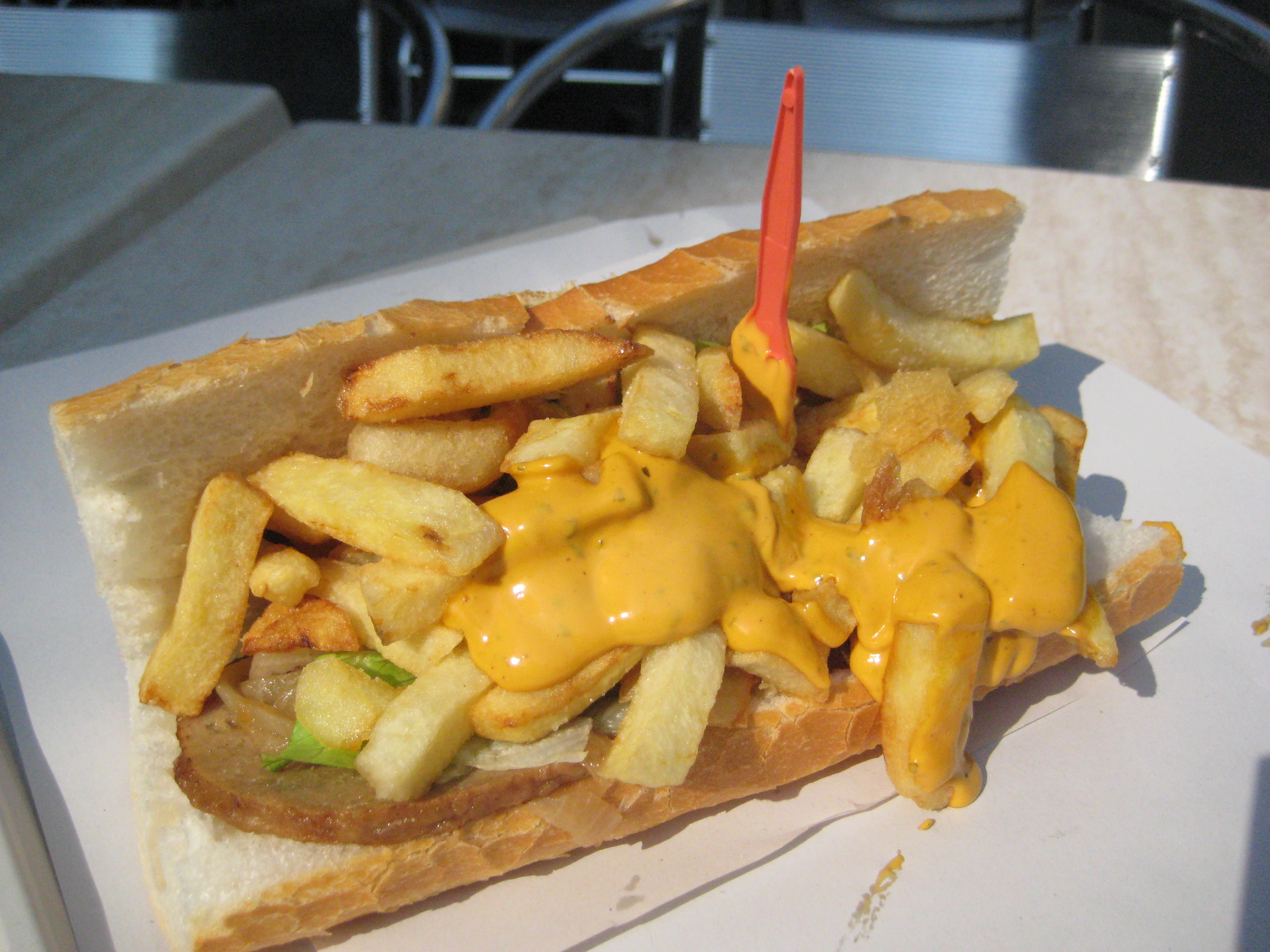
Mitraillette
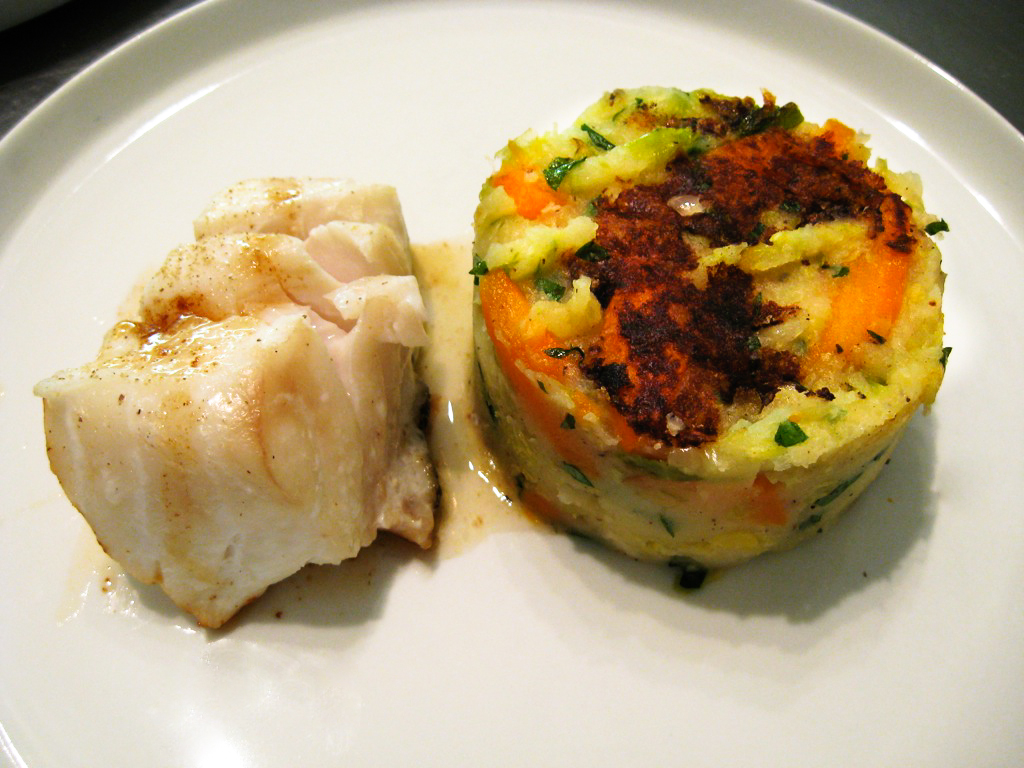
Stoemp với cá tuyết
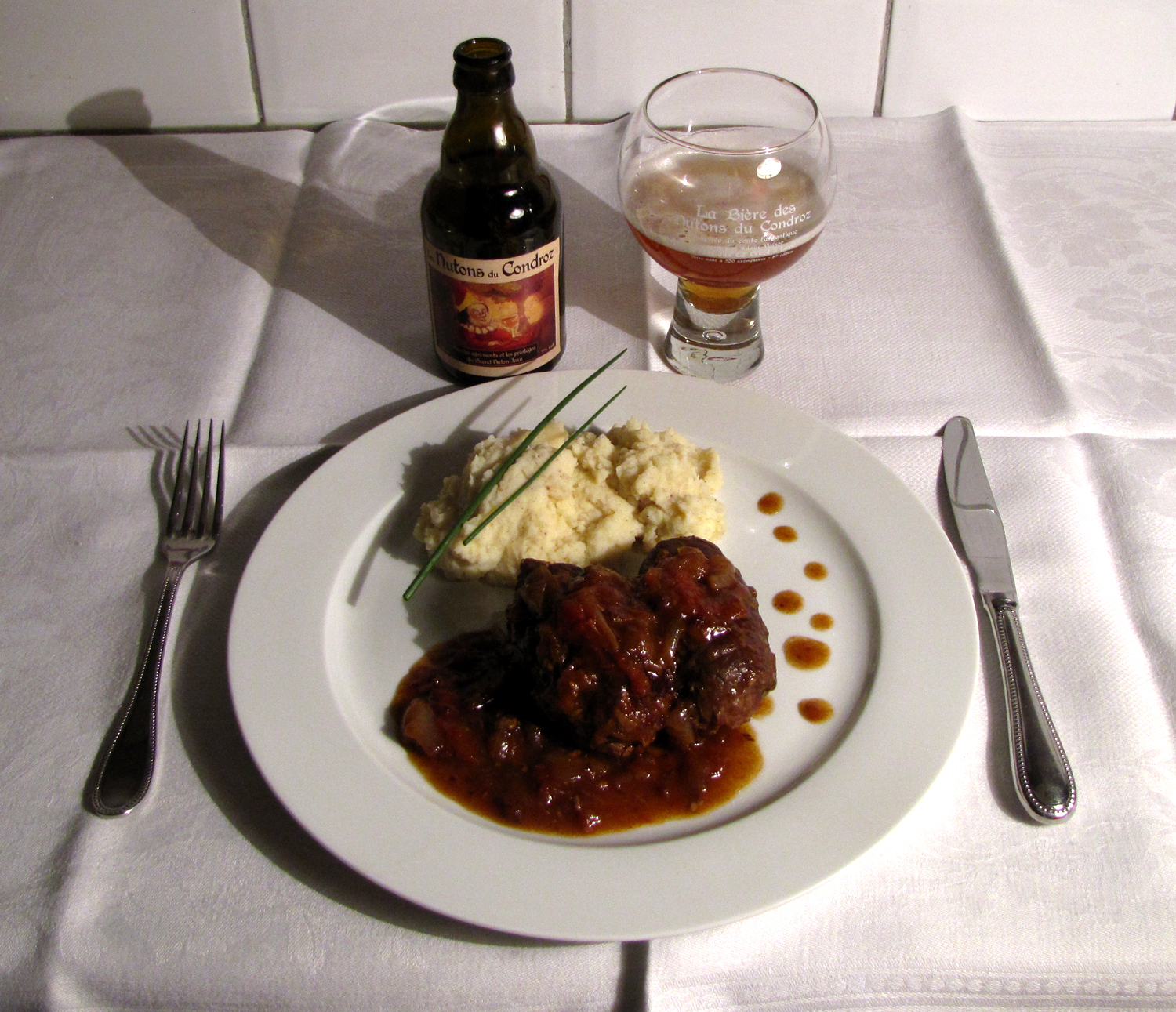
Oiseau sans tête / blinde vink
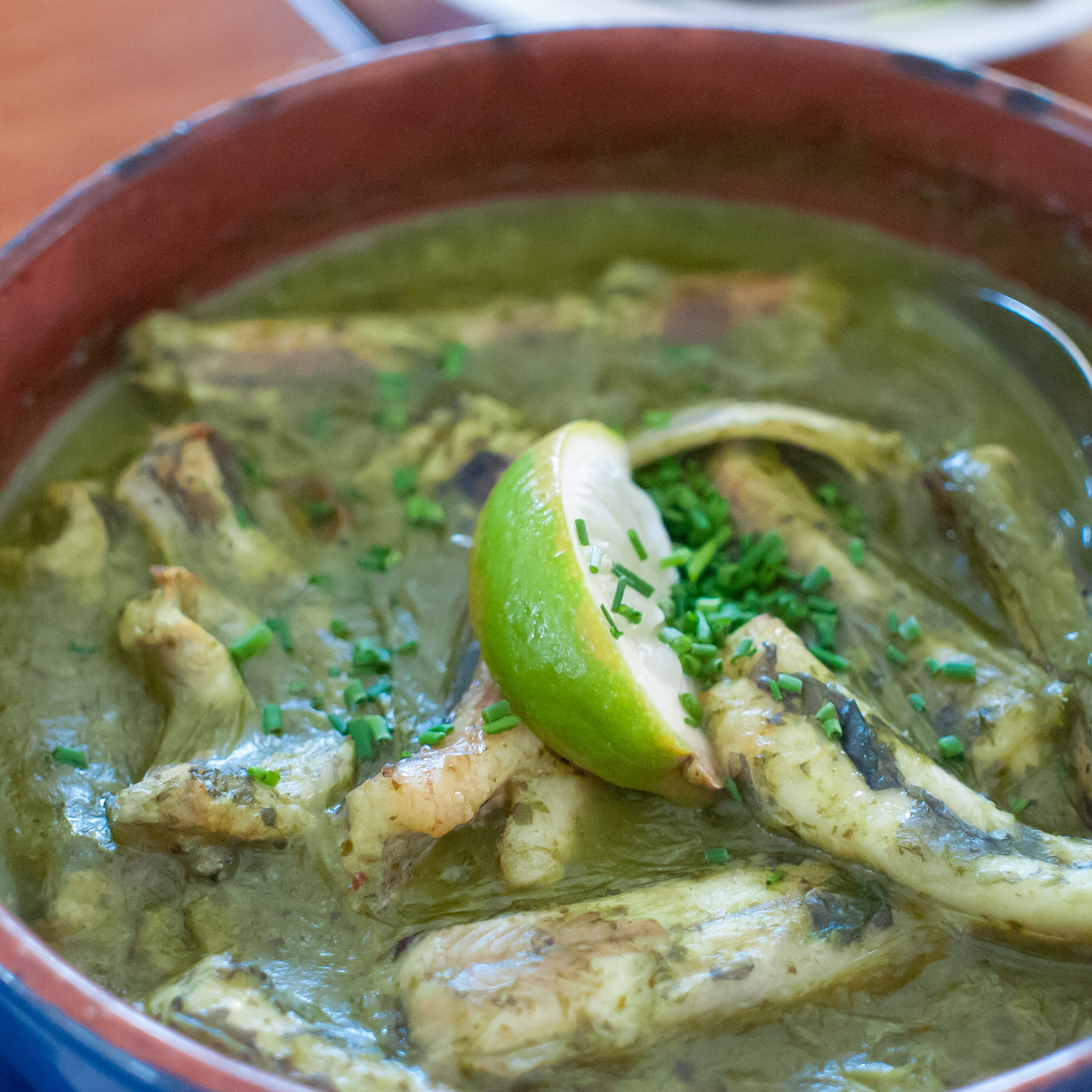
Paling in 't groen
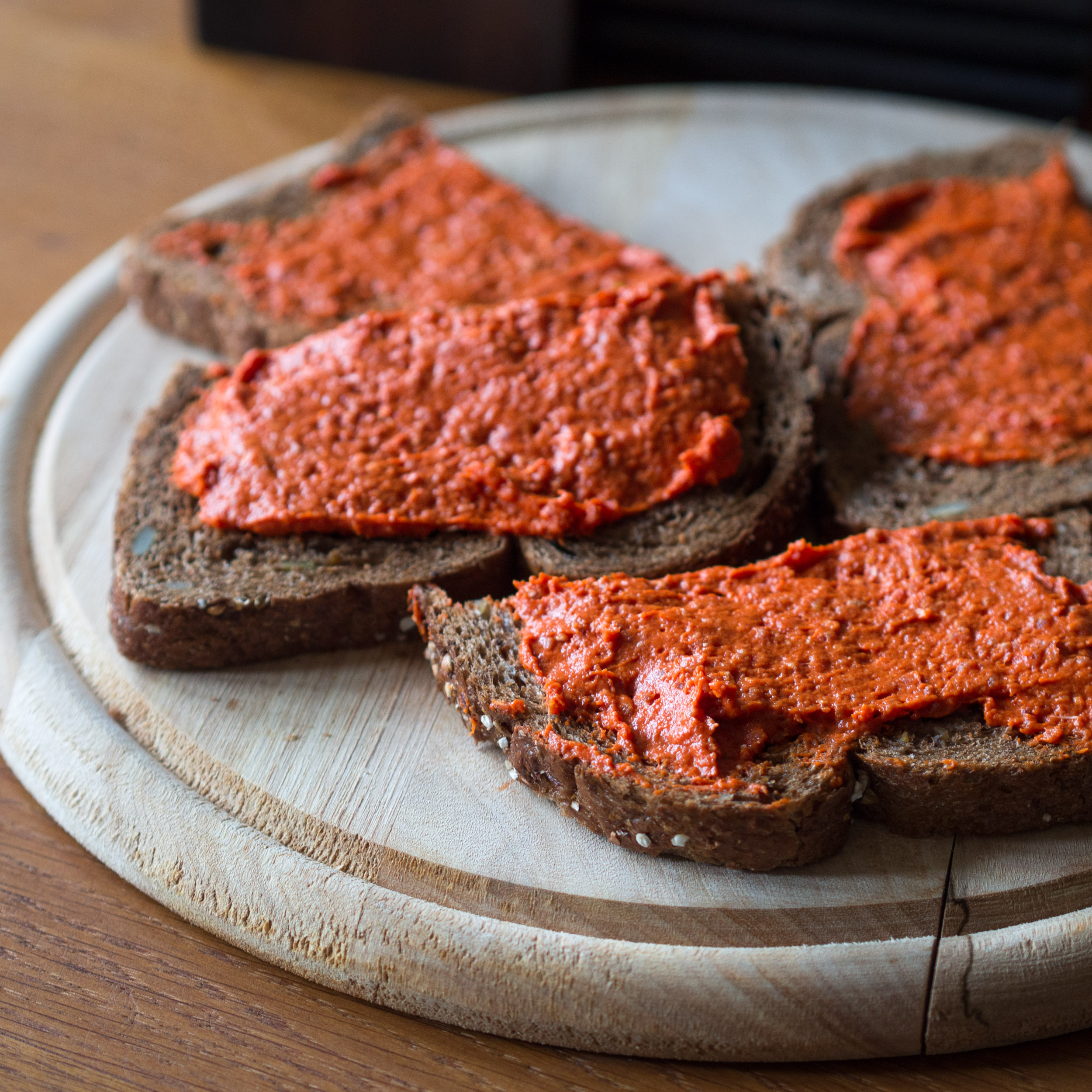
Filet américain

### Món ngọt và tráng miệng

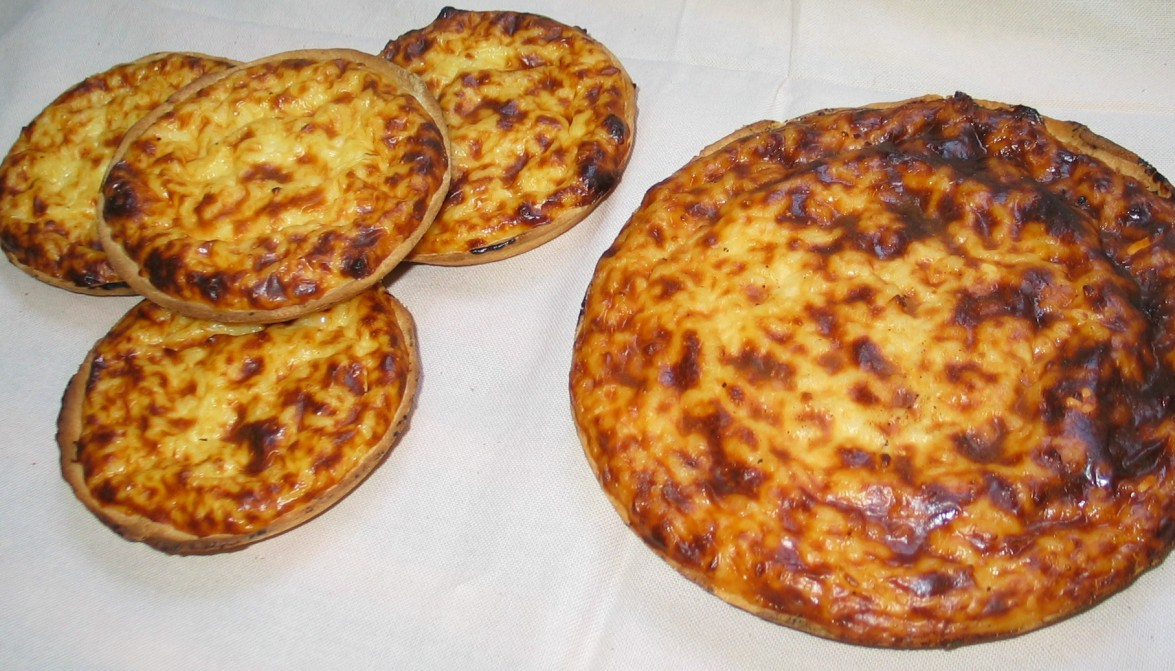
Tarte au riz / Rijstevlaai
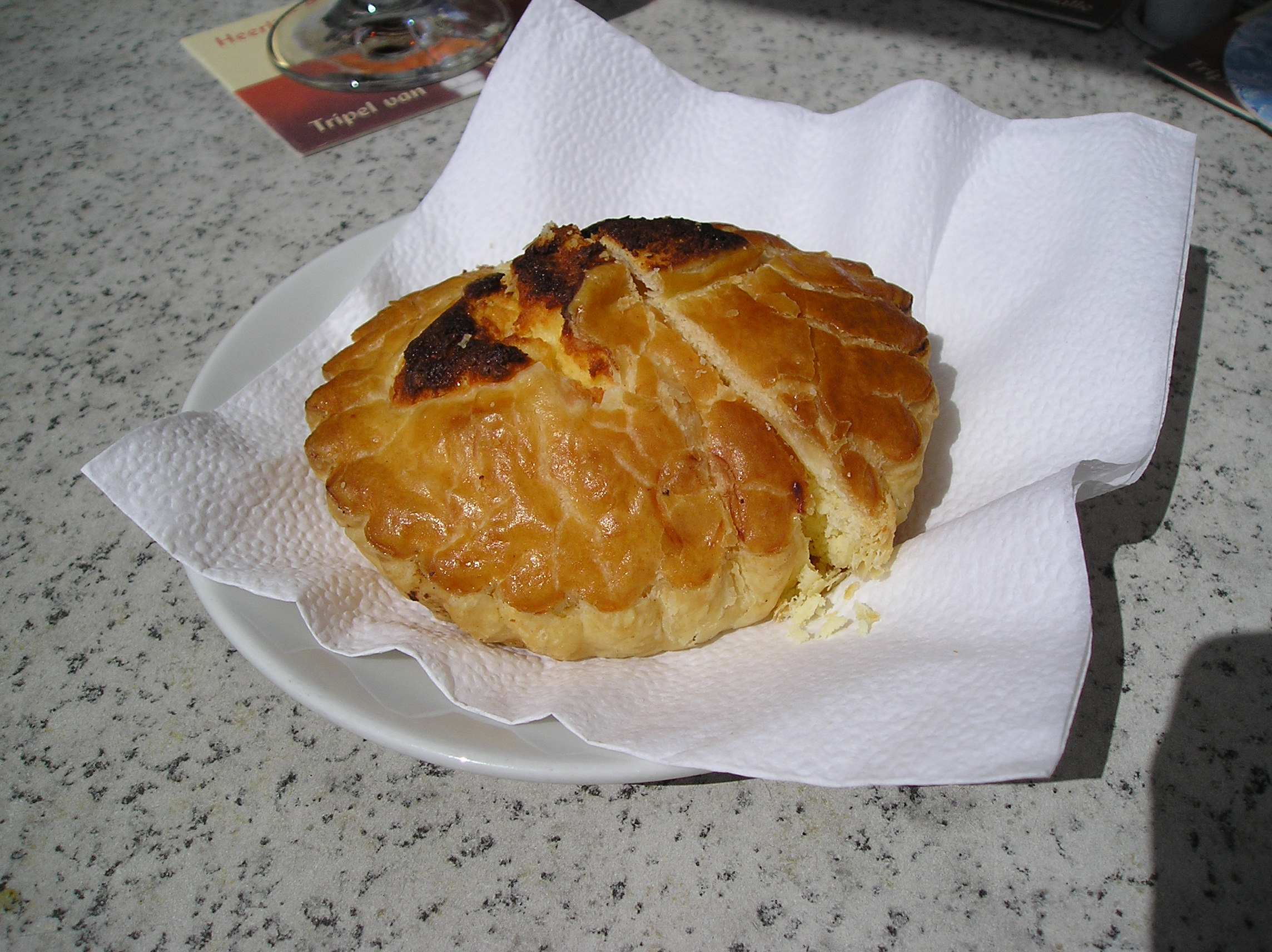
Mattentaart
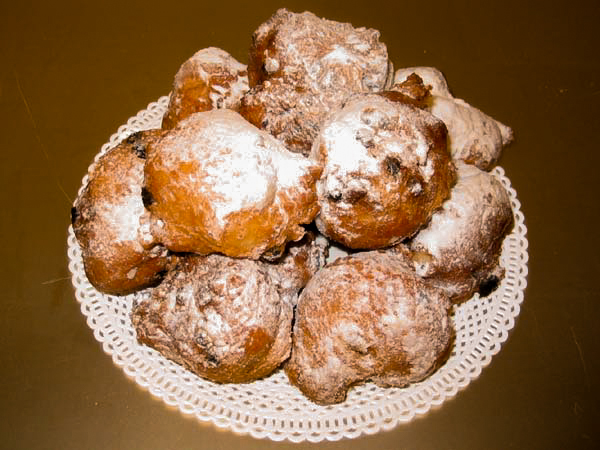
Smoutebollen / Croustillons
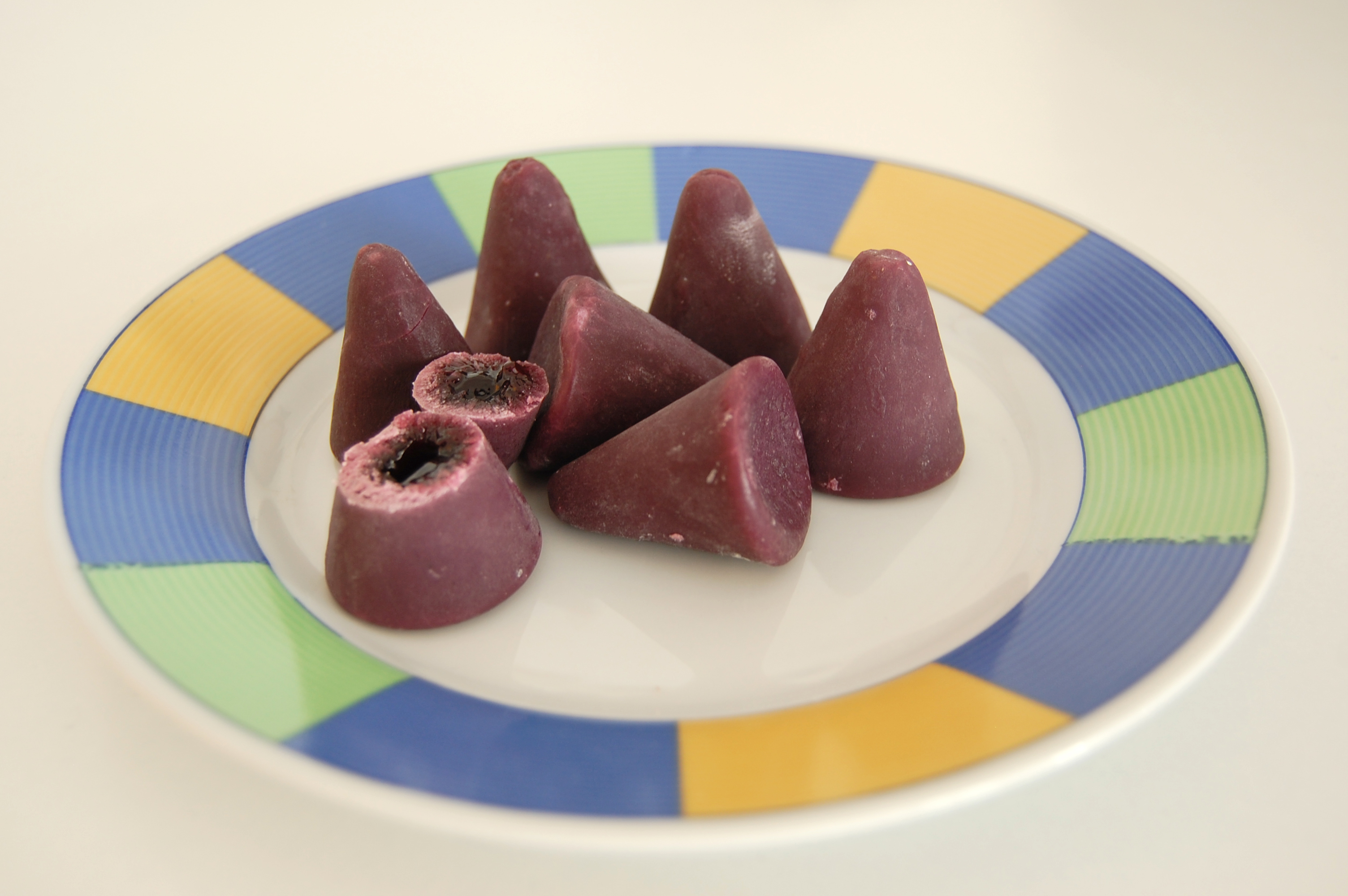
Kẹp cuberdon
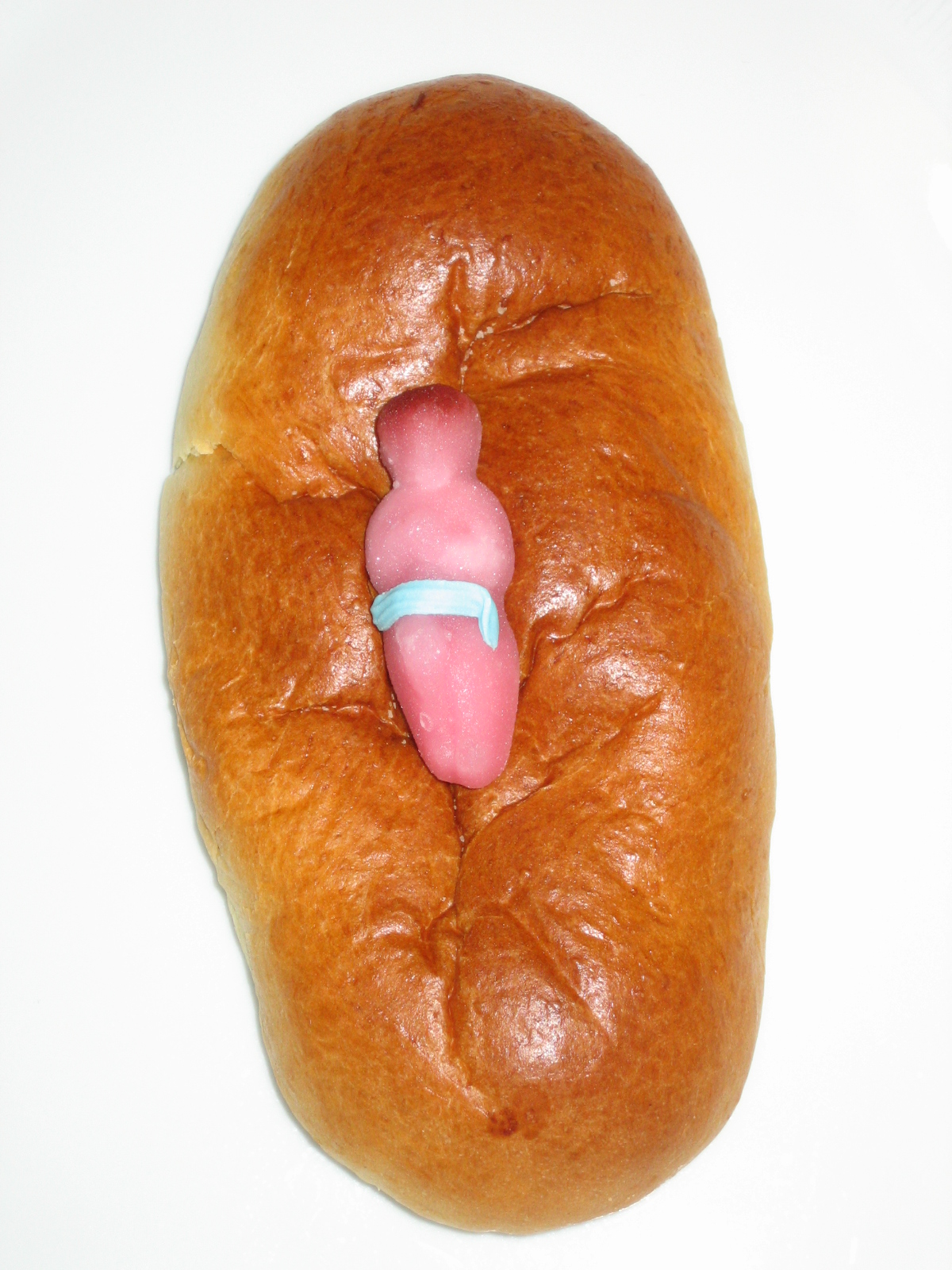
Bánh mì Giáng Sinh cougnou
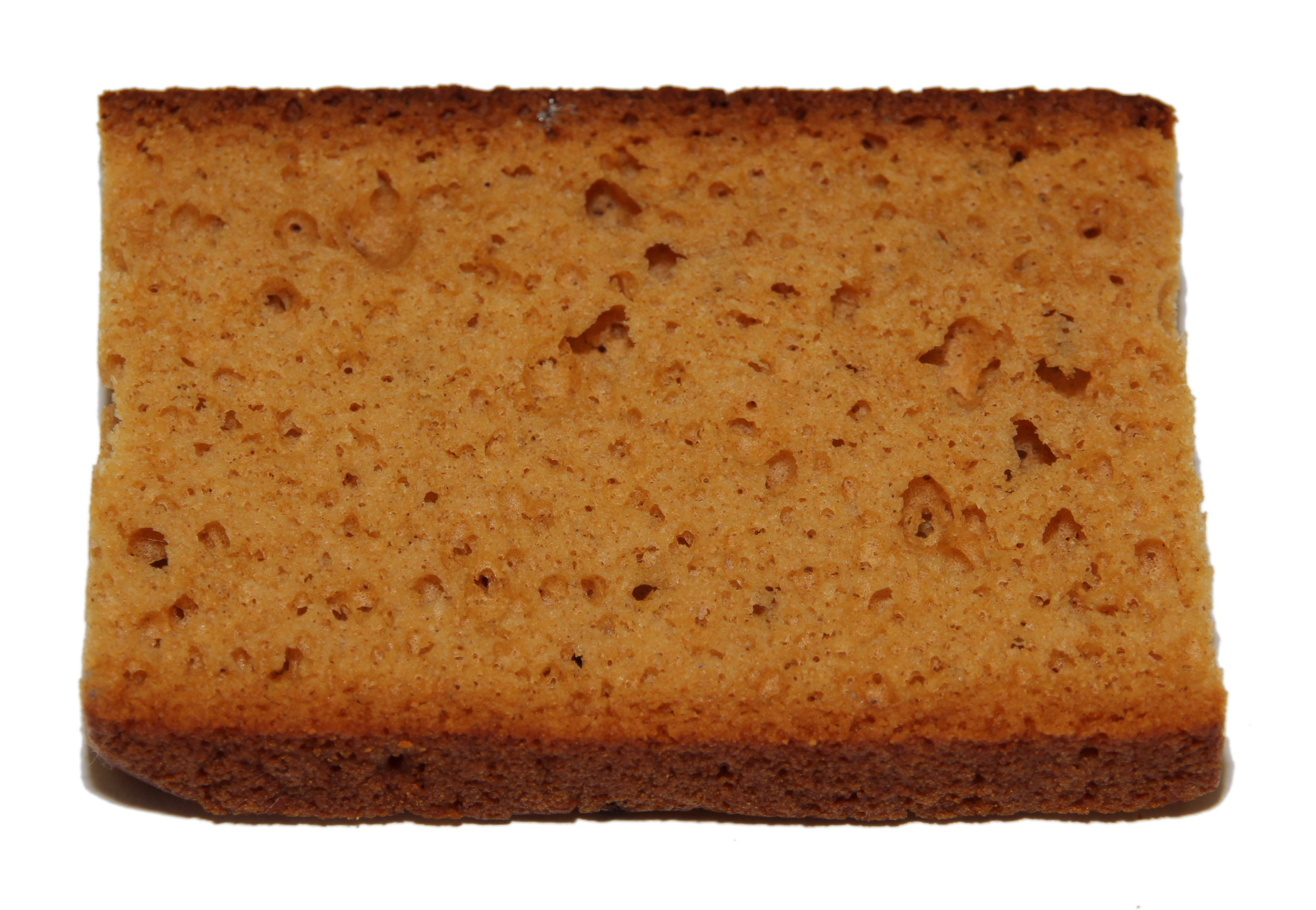
Bánh mì pain d'épices / ontbijtkoek
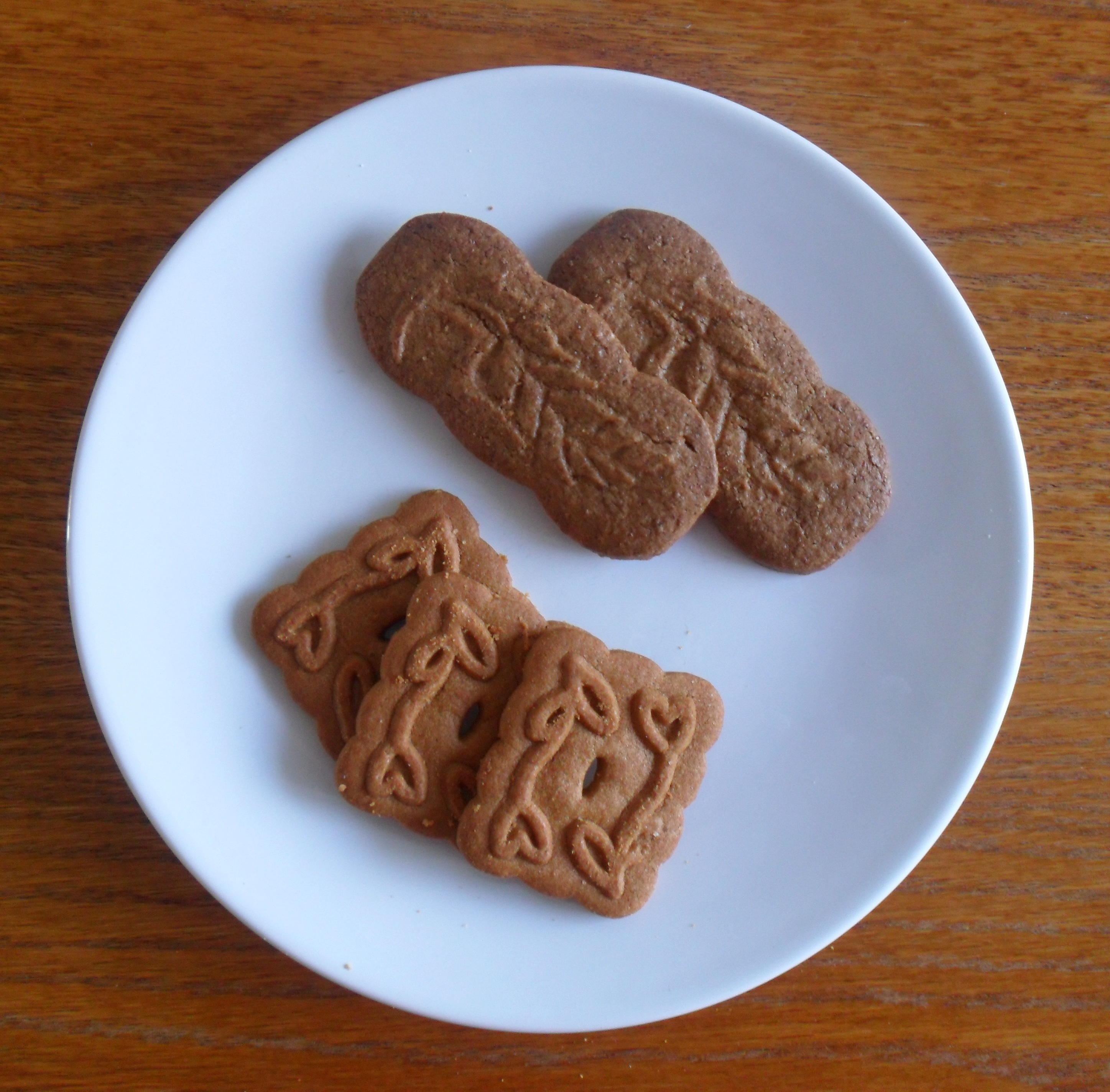
Bánh quy Speculoos
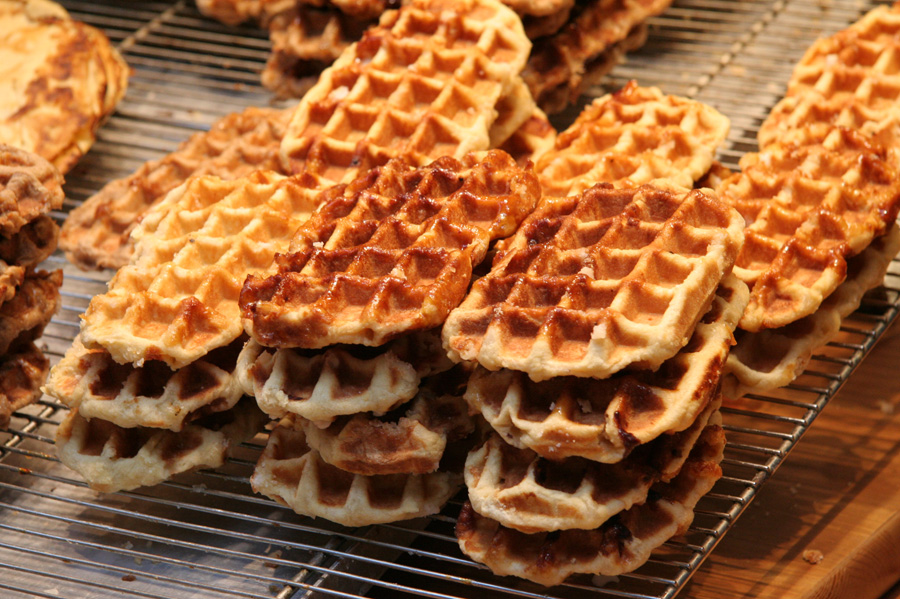
Liège waffles mới
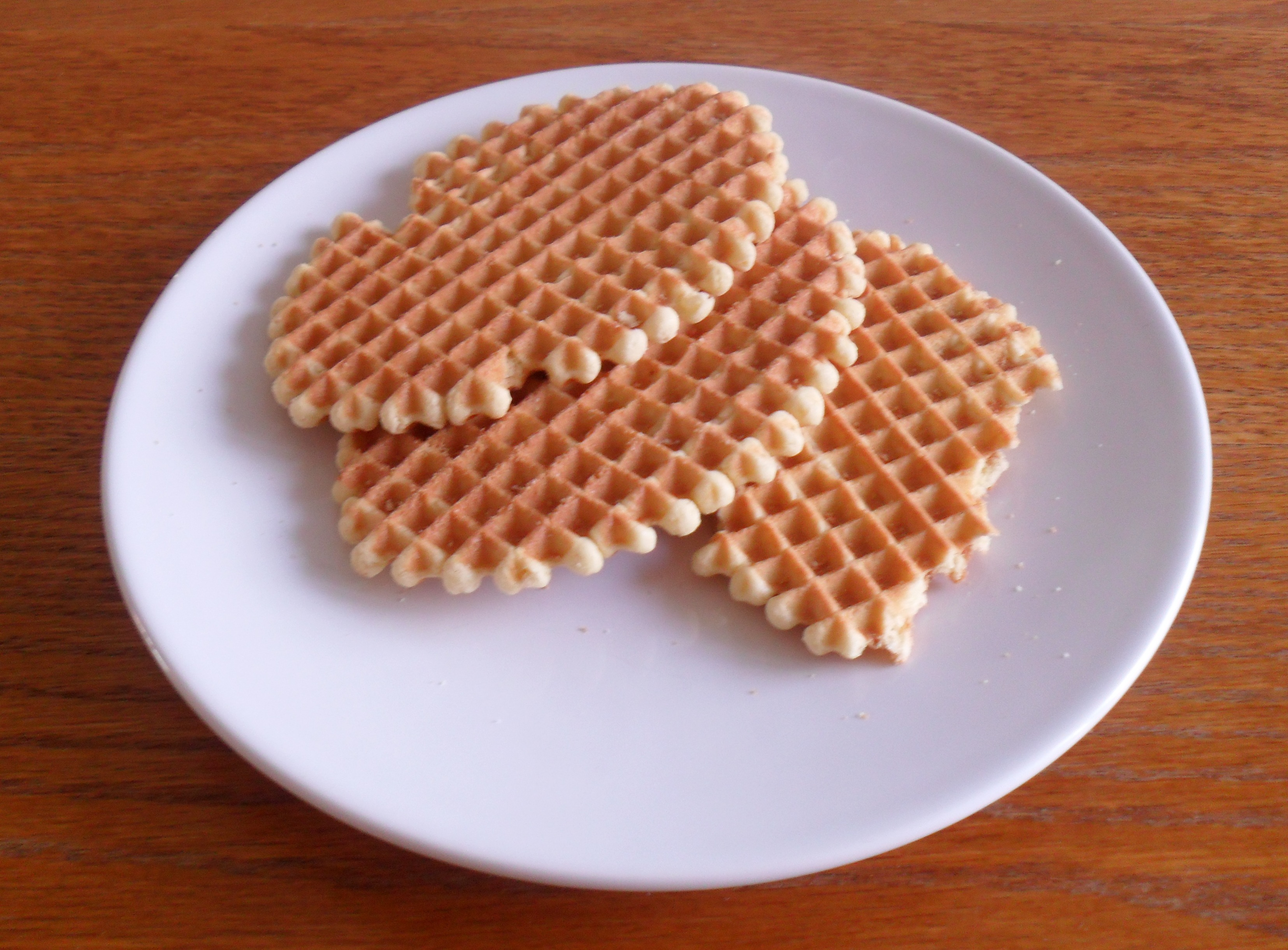
Galettes campinoises / Kempense galetten
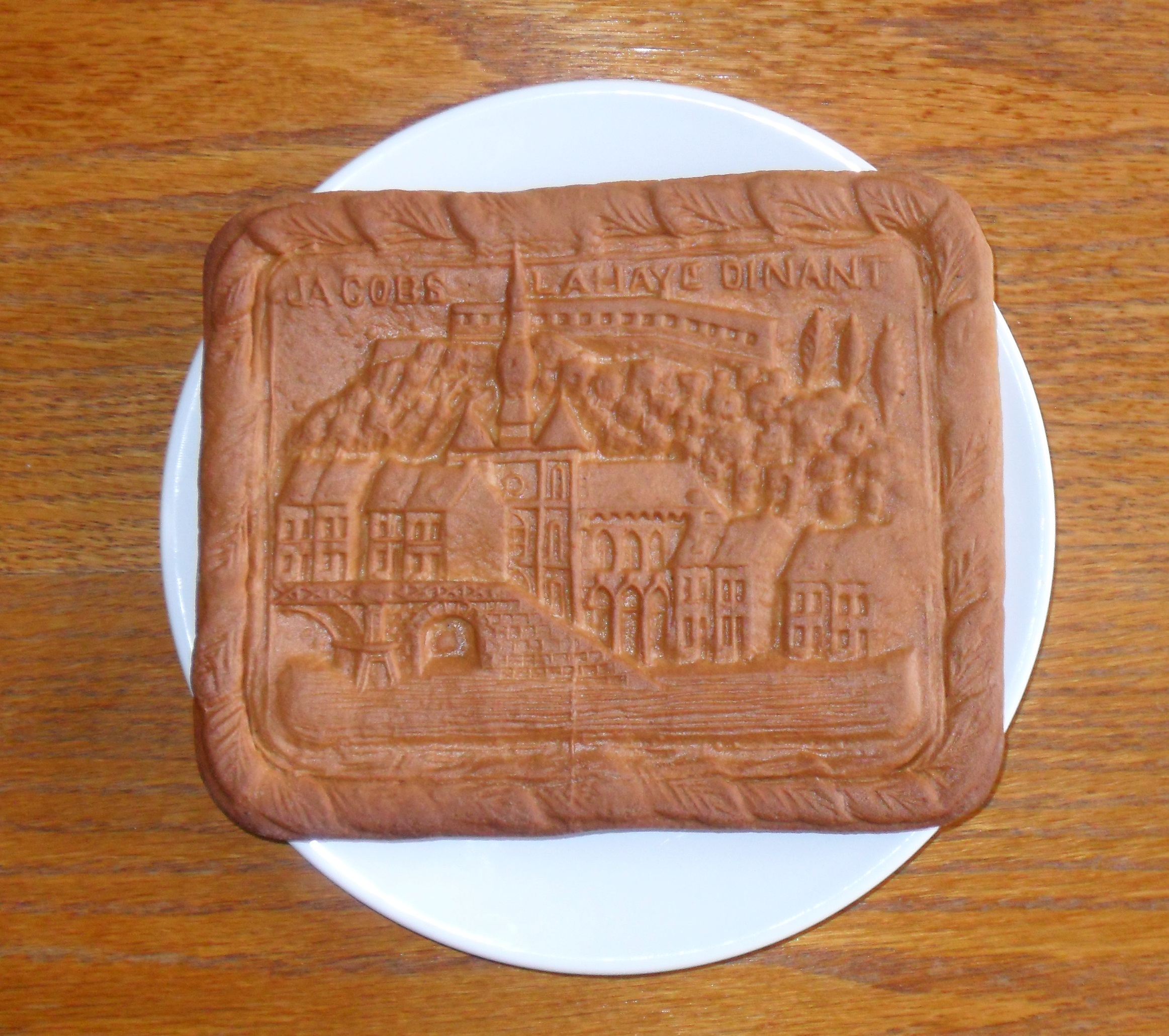
Bánh quy couque de Dinant